# 야마다 전기
야마다 전기(일본어: ヤマダデンキ 야마다덴키[*], 영어: YAMADA-DENKI)는 일본의 가전제품 소매업체이다. 야마다 홀딩스의 자회사이며, 군마현 다카사키시에 본사가 있다. 전자제품 소매업체 중 매출액이 일본 1위다.

## 개요
1973년 일본빅터 (현 JVC켄우드)를 퇴사한 미야자키현 출신의 야마다 노보루(山田昇)가 군마현 마에바시시에 마쓰시타 전기의 상품을 파는 개인상점 (내셔널 숍) '야마다 전화(電化) 서비스'를 창업한 것이 원점이다. 창립 때는 점포 면적이 겨우 8평, 부부 둘이서 경영하는 '동네 전기가게'로 당시부터 경영이념으로 '창조와 도전'을 내세웠다.
2번의 에너지 위기나 외환의 변동 환율제 이행의 영향으로 엔고가 진행된 시기에 실적을 확대해, 1978년에는 5개 점포, 연매출 6억엔을 넘었다.
군마현을 지반으로 한 교외형 가전제품 판매 체인점으로서 시작해, 1980년대부터는 기타칸토 각현의 동업인 코지마(도치기현), 케즈덴키(이바라키현) 등과 서로의 상권에의 진출과 가격 경쟁에서 격렬하게 경쟁해, 규모를 확대했다.
한때는 코지마에 대해서 매상고에서 열세에 처했지만, 대형 점포 출점의 규제 완화에 맞추어 타사에 앞서 점포를 대형화하는 전략으로 전환했다.
1999년에 쿄토부 야와타시에서 칸사이 1호점의 쿄토 야와타점을 개점해, 이 점포로부터 전국 전개에 본격적으로 임해, 2000년의 도쿄 증권거래소 제1부 상장 이후는, 기존 점포의 재건축, 이전을 진행시키는 것과 동시에, 각지의 현지 양판점과의 제휴나 매수에 의해서 전국 전개를 가속했다.
2002년에 당시 톱이었던 코지마를 제치고 가전제품 판매점에서 국내 최대 기업이 되어, 2005년 2월에, 전문 양판점으로서는 일본에서 처음으로 매상고 1조엔을 달성했다.
2005년 7월 29일, 마지막까지 출점하지 않았던 도쿠시마현에서 도쿠시마 아이즈미점을 개점시켜, 가전제품 판매점에서 처음으로 모든 도도부현에 진출을 완수했다.
2008년 3월에 코지마가 시마네현에 출점할 때까지는, 모든 도도부현에 출점하고 있는 유일한 가전제품 판매 체인점이었다. 하지만 코지마는 경영위기에 빠져 빅카메라의 자회사가 됐고 코지마는 실적이 좋지 않은 점포들을 차례로 폐점했다. 2022년 기준으로 가전제품 판매점으로서 모든 도도부현에 진출하고 있는 것은 다시 야마다 전기 뿐이 되고 있다.

## 특징

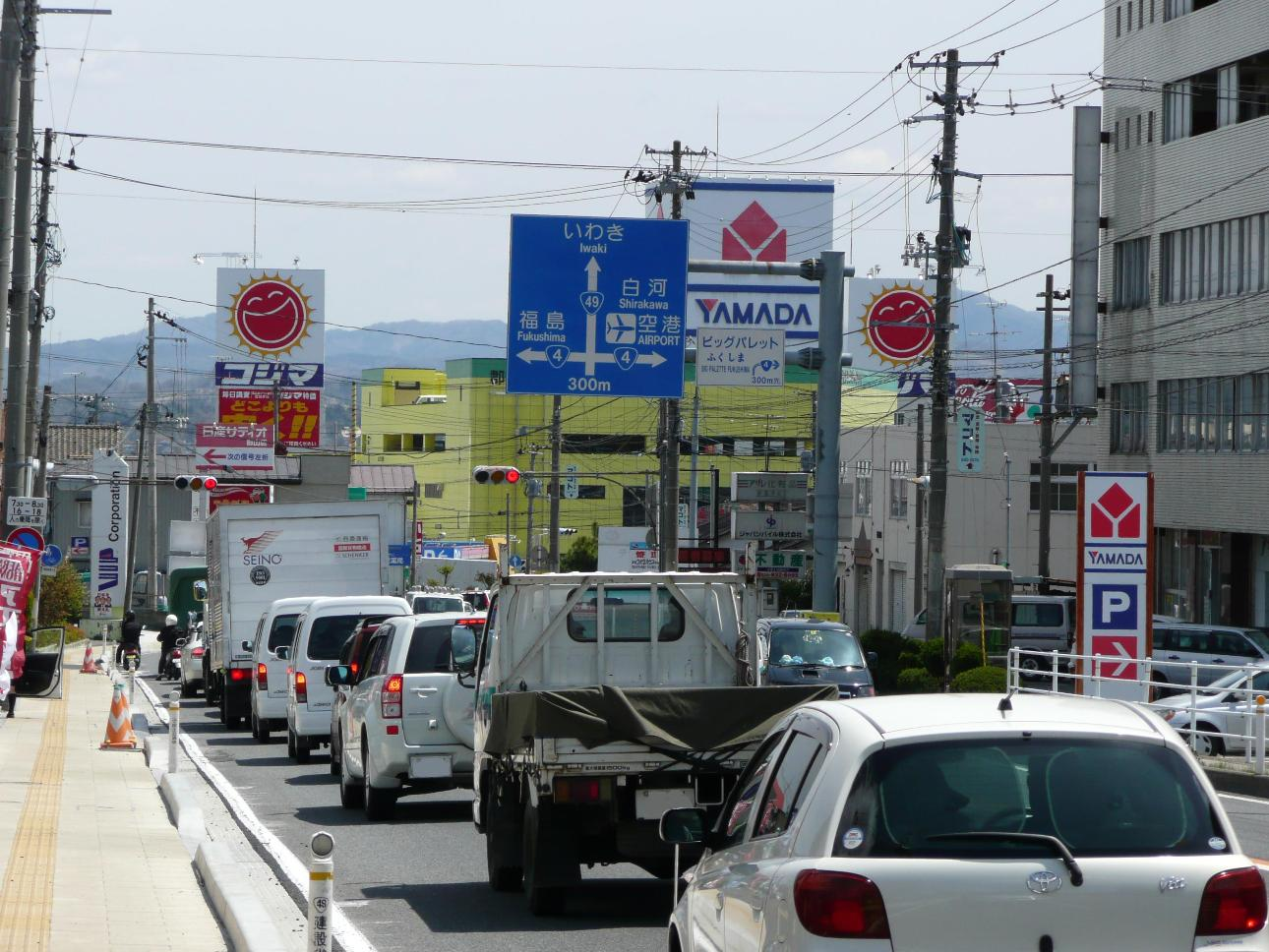
국도49호선에서 보는 코지마vs야마다 (후쿠시마현 고리야마시)

1980년대부터 기타칸토에서 격렬하게 경쟁한 야마다(군마현), 코지마(도치기현), 케즈덴키(이바라키현)의 3사는 '기타칸토YKK'라고 불리며, 그 중에서도 특히 이웃현에 본사가 있는 코지마와의 대항심은 매우 강해, 서로 인근에 대항 출점해, 이 사진에 나와 있는 광경은 군마현, 도치기현 에리어 뿐만 아니라 전국에서 볼 수 있을 정도이다. (참고로 이 사진에 나와 있는 고리야마시의 경우는 야마다 전기가 남쪽으로 1km의 지점에 이전해, 규모를 축소했기 때문에 사실상 코지마가 이기고 있다.)
'다른 가게보다 싸다'를 강조하고 있어, 그 가격 표시에 관해서는 소송이 되기도 했다. 1997년에 코지마는 가전제품 판매에서 매상고 일본 1위의 자리를 베스트 전기로부터 빼앗고 우위에 섰지만, 2000년에 대규모 소매 점포법이 폐지되어 야마다가 급속히 대형 점포를 각지에 개점해 소형 점포가 많았던 코지마는 큰 타격을 입었다. 그 결과 2002년 코지마를 제치고 1위로 올라섰다.
PC판매에 주력해 독자 브랜드 PC 구축을 목적으로 KOUZIRO를 자회사화하는 것과 동시에 중고 PC의 판매에도 힘을 쓰고 있어, 이것들은 법인 영업에 강점을 가지고 있다.
20세기말부터 출점 공세를 강화해, 2005년까지 47개의 도도부현 모두에 출점했다. '베스트전기'와 '마쓰야덴키'는 야마다 전기가 자회사화한 후에도 야마다 브랜드와 완전 통합하지 않고 신규 출점이 이루어지고 있다.
교외의 도로변에의 출점이 중심이지만, 새로운 업종 확대를 위해, 소상권이나 도심의 번화가의 역 앞에 진출하는 레일 사이드 전략도 목표로 하고 있다.
2004년 6월, 도시형 점포의 시험을 겸해 히로시마시 중심부에 히로시마 중앙본점을 개점했다. 그 노하우를 바탕으로, 2006년에 오사카시 나니와구에 'LABI1 난바'를 개점해, 이후는 'LABI'를 도심의 주요 거점역 근처형 판매점의 통일 브랜드명으로서 각지에 출점하고 있어, 빅카메라나 요도바시카메라등의 도시형 판매점과 경쟁하고 있다.
2006년 9월 29일, 휴대전화나 오디오 플레이어등의 모바일 기기를 전문으로 취급하는 소형 점포의 신업태 '테크 사이트'를 도쿄도의 나카노역 앞에 출점해, 이후 각지에 전개했다.게다가 2006년 9월, 칸사이 및 홋카이도 지역에서 '야마다 TV쇼핑'을 방송 개시해, 2007년 1월 4일부터는 지상파 방송과 BS위성방송으로 전국 전개해, TV쇼핑 분야로의 본격 진출을 노리고 있다.
2011년에 주택 건설회사인 에스 바이 엘 (현·야마다 홈즈)을 산하에 넣어, 'S×L by YAMADA'의 브랜드명으로 태양광 발전, 올 전기화 등을 갖춘 '스마트 하우스'의 판매 촉진에 힘을 쏟고 있다. 2012년에는 주택기기 제조업체인 하우스테크를 산하에 두고 2022에는 오쓰카가구를 흡수 합병하는 등 가전제품뿐만 아니라 인테리어 가구, 신축 주택과 리모델링, 부동산까지 사업을 확장하며 주거공간을 종합 코디하는 '살림 통째로' 전략을 시작했다.
2013년 3월부터 전국 약 700개의 직영점 중, 국내 약 300개 점포의 옥상에 태양광 패널을 설치해 태양광 발전을 실시하고 있다. 또 그룹사에서 중고 가전제품을 매입해, 청소·점검 정비해 야마다 점포에서 판매하고 있어, 전기용품 안전법의 대상이 되는 가전제품 제조업체이기도 하다.

## 역사

### 야마다 홀딩스
- 2020년 10월 1일 - 지주회사 체제로 이행하여 구 법인을 주식회사 야마다 홀딩스로 변경
- 2021년 9월 1일 - 오쓰카 가구를 완전 자회사화

### 야마다 전기
- 1973년 4월 - 일본빅터 (현 JVC켄우드)를 퇴사한 야마다 노보루가 군마현 마에바시시에서 전자점 '야마다 전화(電化) 서비스'를 개인 창업
- 1974년 5월 - 유한회사 야마다전기 설립
- 1978년 6월 1일 - 일본 전선공업 주식회사로 설립
- 1983년 9월 1일 - 주식회사 야마다 전기(구 법인)를 설립. 마에바시 미나미점을 개점하여 체인 전개를 시작
- 1987년 3월 1일 - 휴면회사의 일본 전선공업이 주식회사 야마다전기(신법인)로 변경
- 2005년 2월 25일 - 일본의 가전제품 소매 전문점으로서 처음으로 연결 매상고가 1조엔을 돌파
- 2008년 7월 1일 - 본사를 군마현 다카사키시 사카에초1-1 다카사키역 동쪽출구 앞으로 이전하고, 같은 빌딩에 'LABI다카사키' 개점

## 점포

### 테크랜드 (Tecc.Land)
도로변을 중심으로 출점하고 있는 교외형 점포이다. 종합 가전제품 판매점으로, 야마다 전기의 주력 점포 형태이다. 
세이유(西友) 등 종합 슈퍼마켓에 세입자로서 입주하는 점포도 2015년경부터 증가하고 있어 '테크랜드'라는 가게 이름은 야마다 전기의 점포 전체를 가리키는 이름으로 변화하고 있다.
많은 점포는 1층 부분에 주차장을 배치하고, 점포 입구와 내점 포인트 부여 단말기와 화장실만 설치되며, 매장은 2층 이상에 있는 경우가 많다. 다만, 사토무센(サトームセン) 등 다른 점포로부터 전환한 점포나 근년 신규 출점한 점포나 초기에 낸 점포에서는 예외도 있다.
케즈덴키(ケーズデンキ)와 마찬가지로, '테크랜드○○본점'과 '본점'이라고 명명하는 점포가 다수 존재하는 것이 특징이다.
옛날 점포 외관은 황색을 기조로 한 화려한 것이 중심이었으나, 최근 점포는 흰색이나 회색을 기조로 한 외관으로 변화하고 있다. 리뉴얼 오픈한 이전부터 존재하는 점포에 관해서는 녹색 부분을 청색으로 변경하고 있는 점포도 있다.
근년은 가전제품 외에, 매수한 다이쿠마(ダイクマ)의 노하우를 살려서 식료품이나 일반용 의약품, 생활 잡화등을 판매하는 점포도 존재하고 있다.

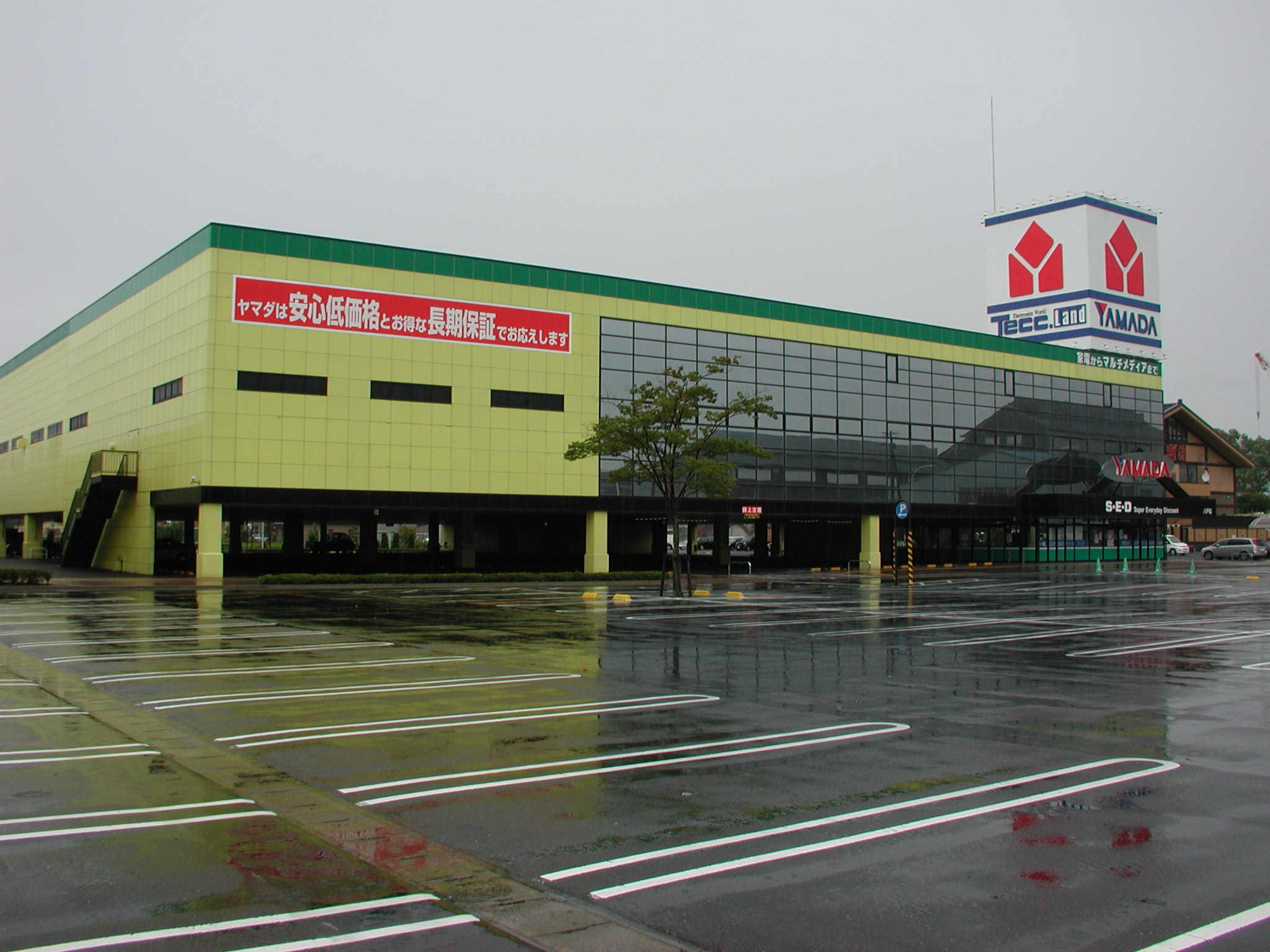
테크랜드 하치노헤점 (옛날 표준 점포의 사례)
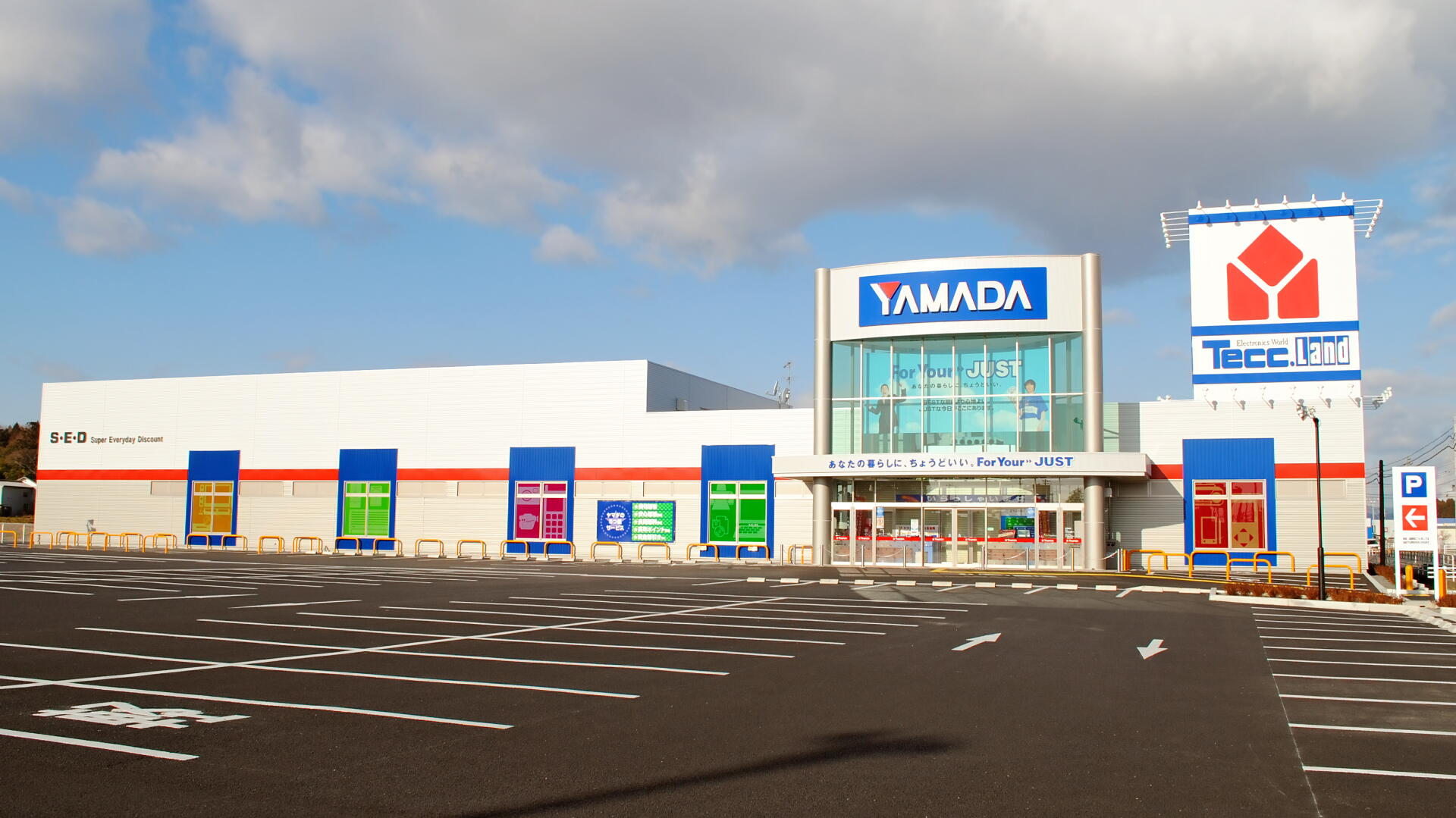
테크랜드 후쿠시마 하라마치점 (새로운 표준 점포의 사례)
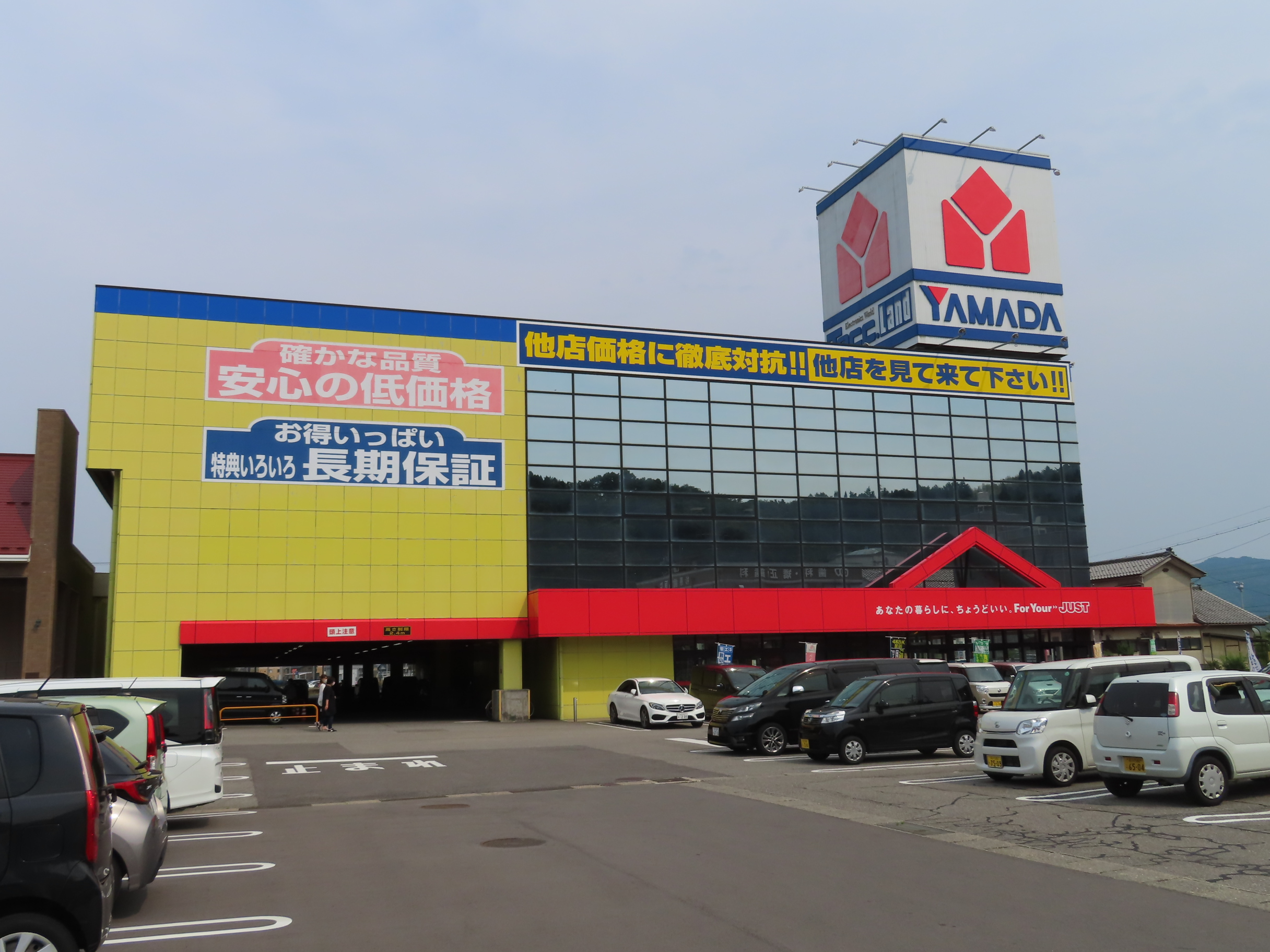
테크랜드 나나오점 (색상 변경 사례)
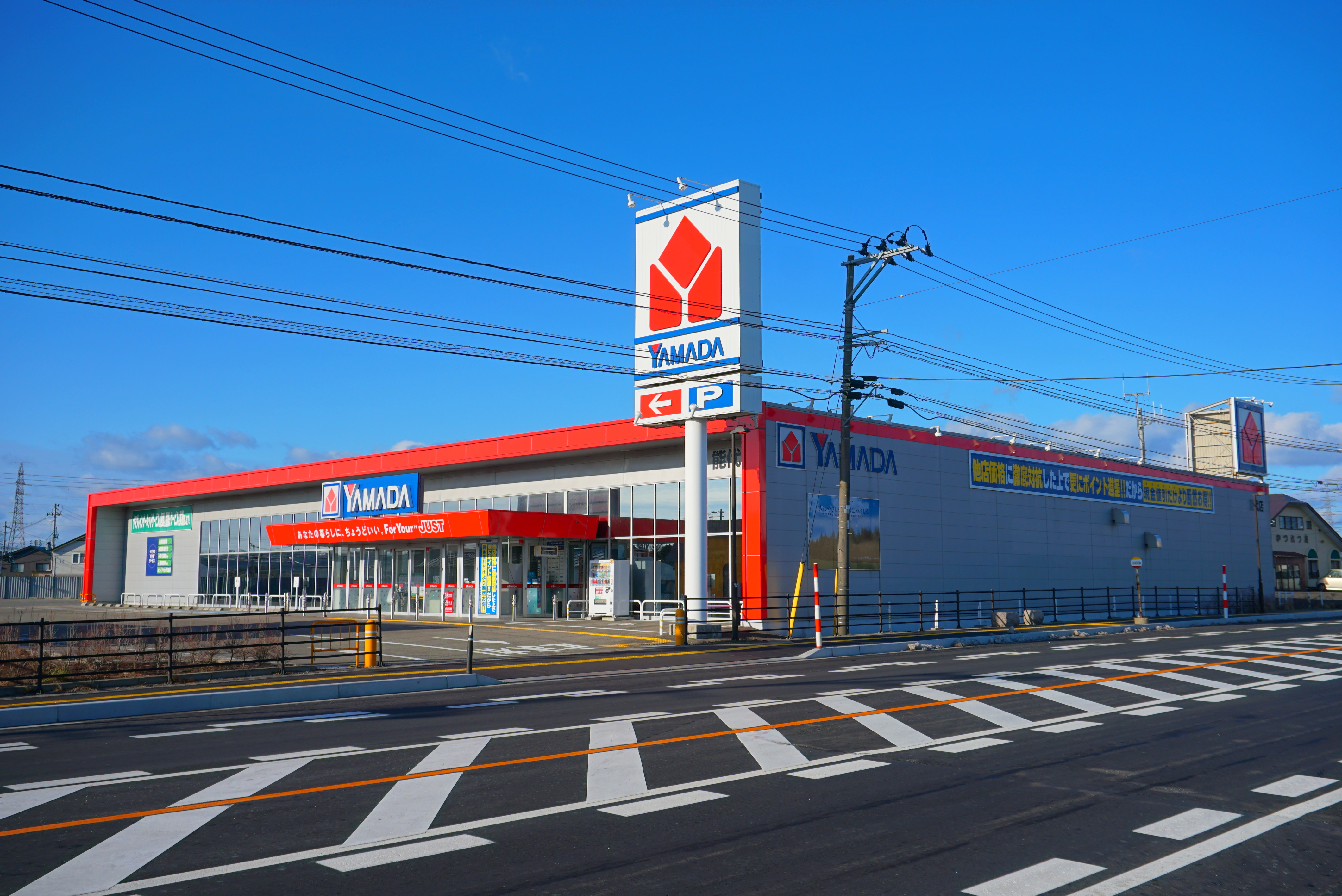
테크랜드 이온타운 New노시로점
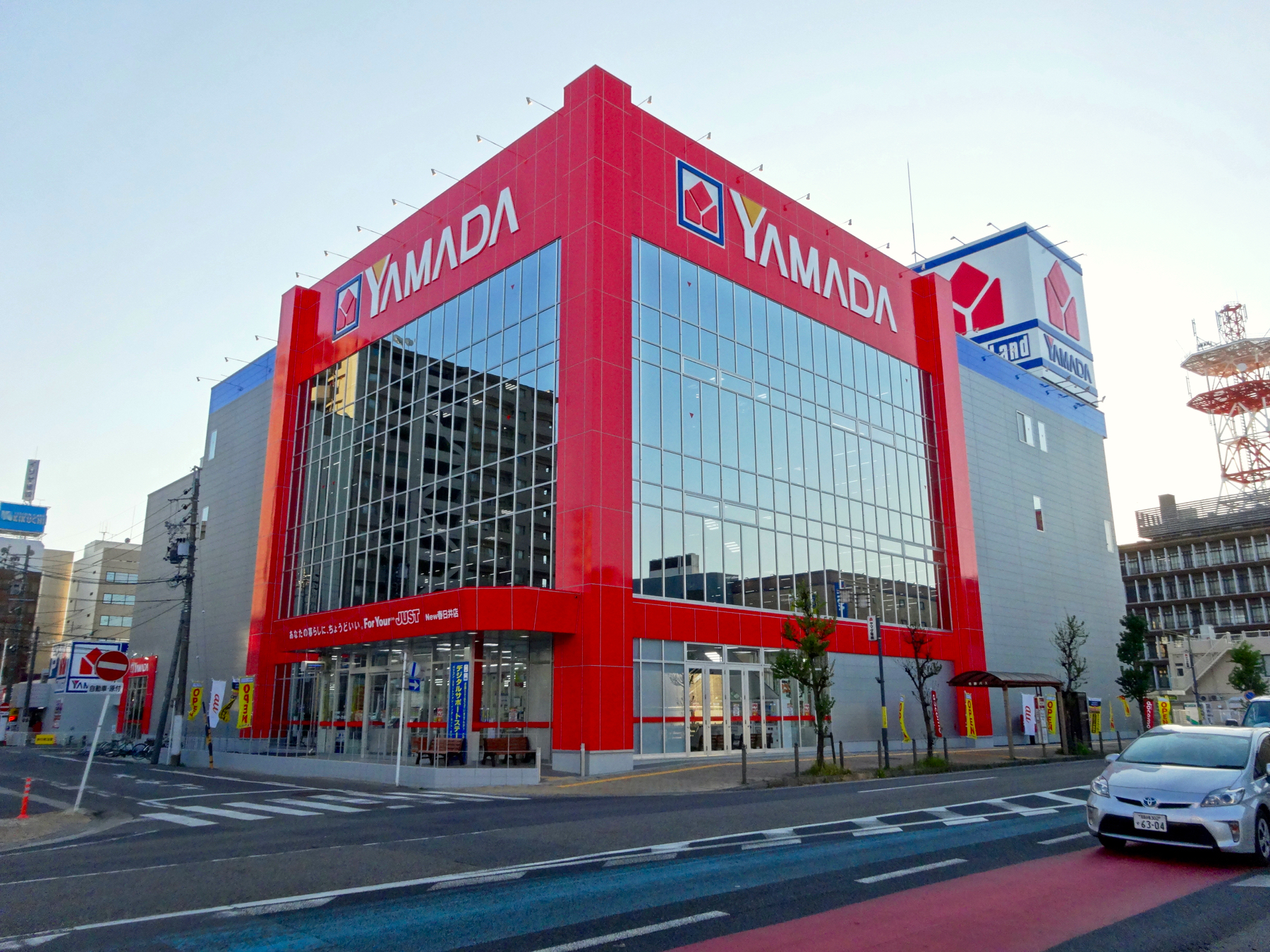
테크랜드 New가스가이점

### 라비 (LABI / LABI1)
카메라계 가전제품 판매점이 입지하는 도심부 주요 거점역 앞에 출점하기 위해, 새롭게 시작한 도시형 대규모 점포이다.
기본적으로 도시부의 상업 빌딩을 거의 통째로 빌려 올리는 형태로 전개한다. LABI란 'LIFE ABILITY SUPPLY'에서 나온 신조어로, '풍요로운 삶을 실현하는 힘을 제공한다'는 의미를 담고 있다. 특히 규모가 큰 다카사키, 이케부쿠로, 난바의 3개 점포는 LABI1로 명명되어 있다.
건물 자체의 임차가 아닌 건물의 일부분에 세입자로 입주하는 점포의 경우 LABI라는 이름을 쓰는 점포와 테크랜드라는 이름을 쓰는 점포가 혼재돼 있다. 현재 도시형 점포인 LABI는 일본 9개 도부현(都府県)에 20개 점포가 있다.

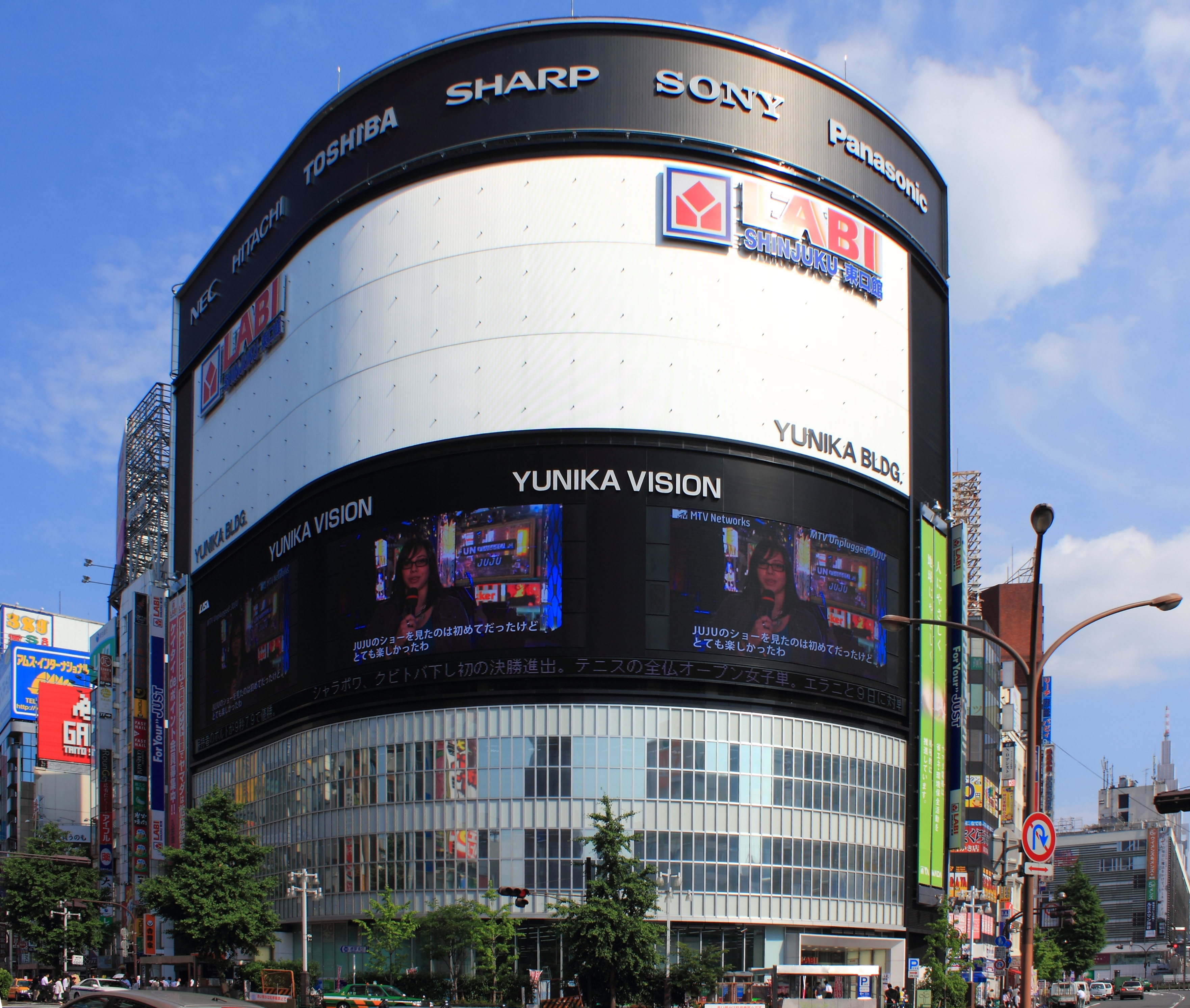
LABI 신주쿠 동쪽출구관 (신주쿠 유니카빌딩) ※2020년 10월에 폐점. 현재는 Alpen TOKYO
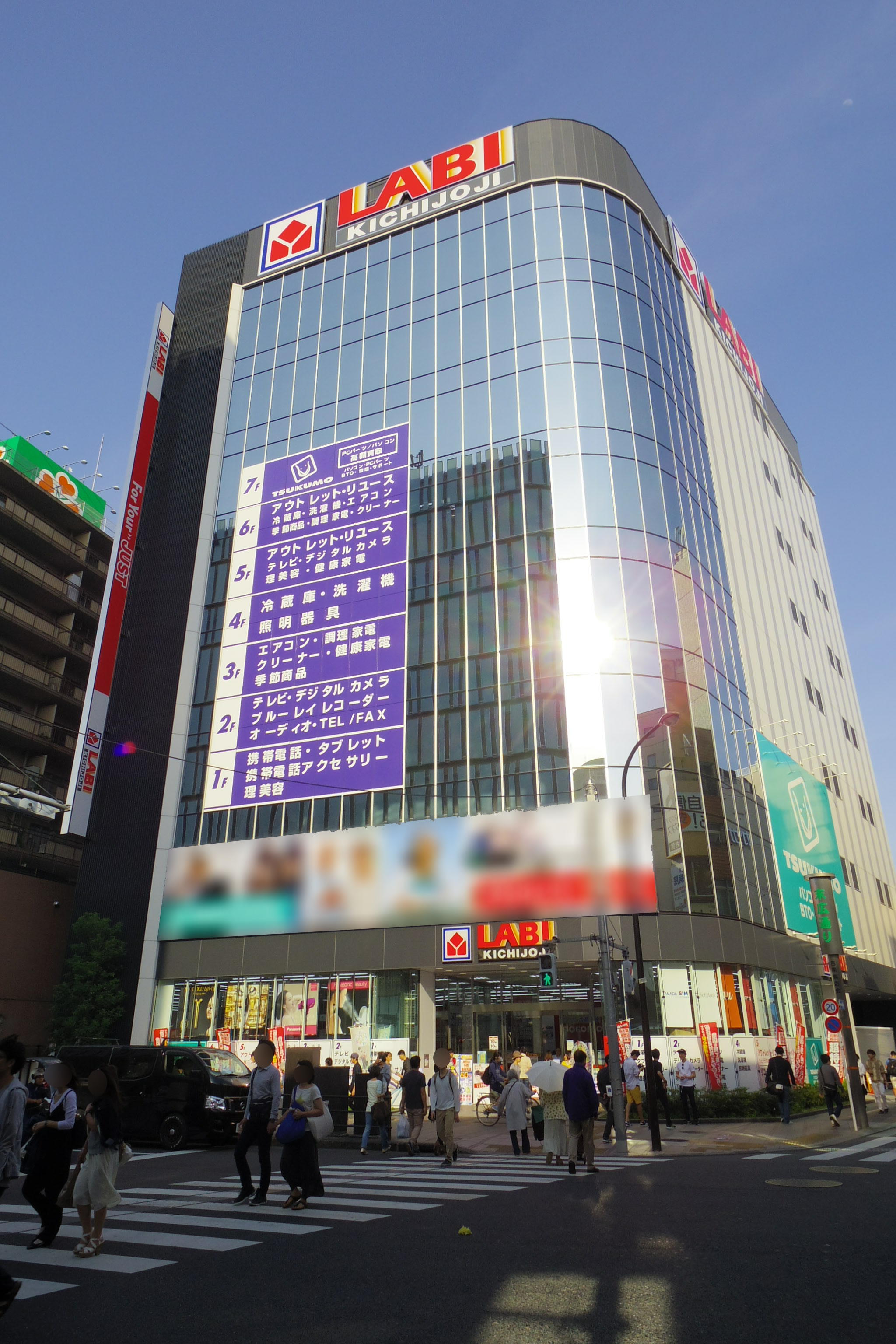
LABI 키치조지 (도쿄도 무사시노시)
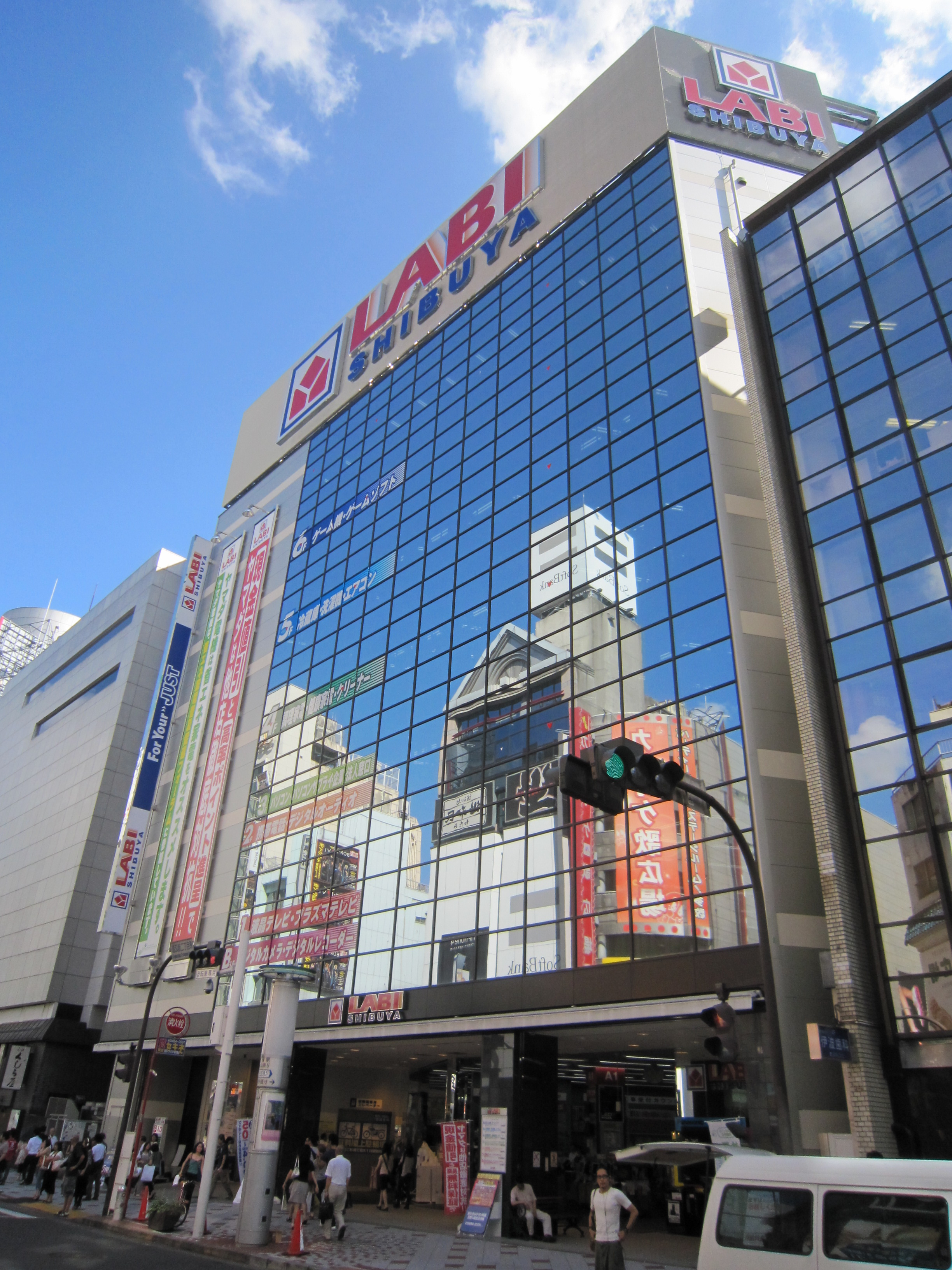
LABI 시부야점 (도쿄도 시부야구)
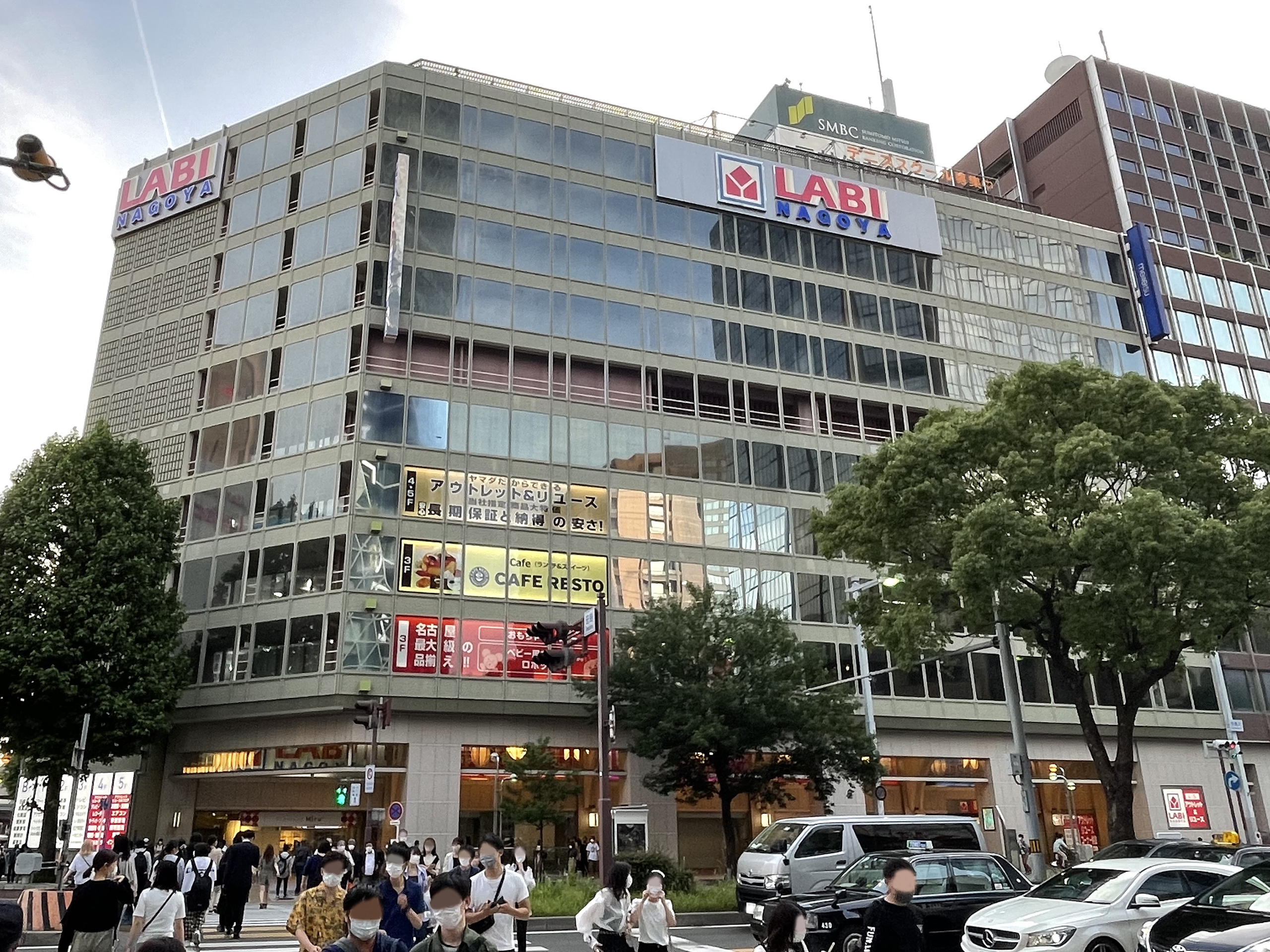
LABI 나고야 (아이치현 나고야시)
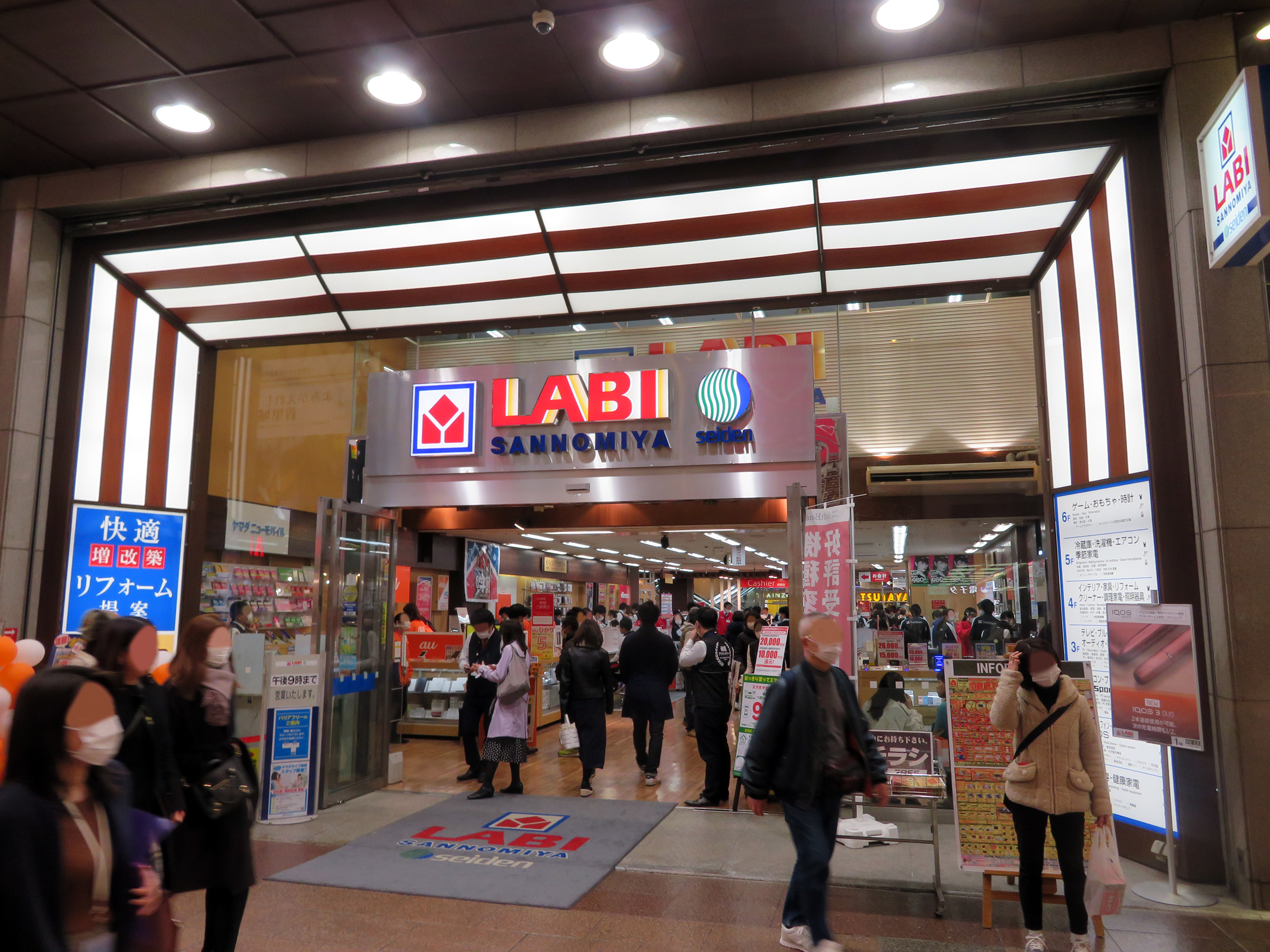
LABI 산노미야 (효고현 고베시)

### 야마다 아울렛
각 점포의 구모델 재고품과 전시 사용품, 중고 가전제품을 취급하고 있는 점포이다.
기존의 테크랜드점이나 LABI점으로부터 점포 전환한 경우가 대부분이지만, 폐점하고 나서 이 업체로 재진출한 점포나, 카가와현의 사누키 나가오점과 같이 신규 점포, 홋카이도의 아사히카와점과 같이 점포내에 있는 매장(인숍)로부터 단독점으로 이행한 점포, 히로시마현의 알파크 앞점과 같이 완구를 취급하는 하비(취미)관 일체형 점포도 있다. 일부 점포는 그룹사 씨아이씨가 제휴하는 Don Don up가 인샵 형식으로 출점하고 있다.

### 가전 스마이루(住まいる=주거)관 YAMADA
2017년부터 영업하고 있는 점포로 가전제품과 소파, 침대 등의 가구, 주방용품 등 주택 관련 상품을 갖추고 있으며, 리모델링과 부동산 코너, 카페가 병설되어 있는 점포도 있다. 점포 내는 테크랜드점 등과 달리 매장 전체가 다운라이트 조명으로 되어 있고 테마송도 흘러나오지 않고 있다.

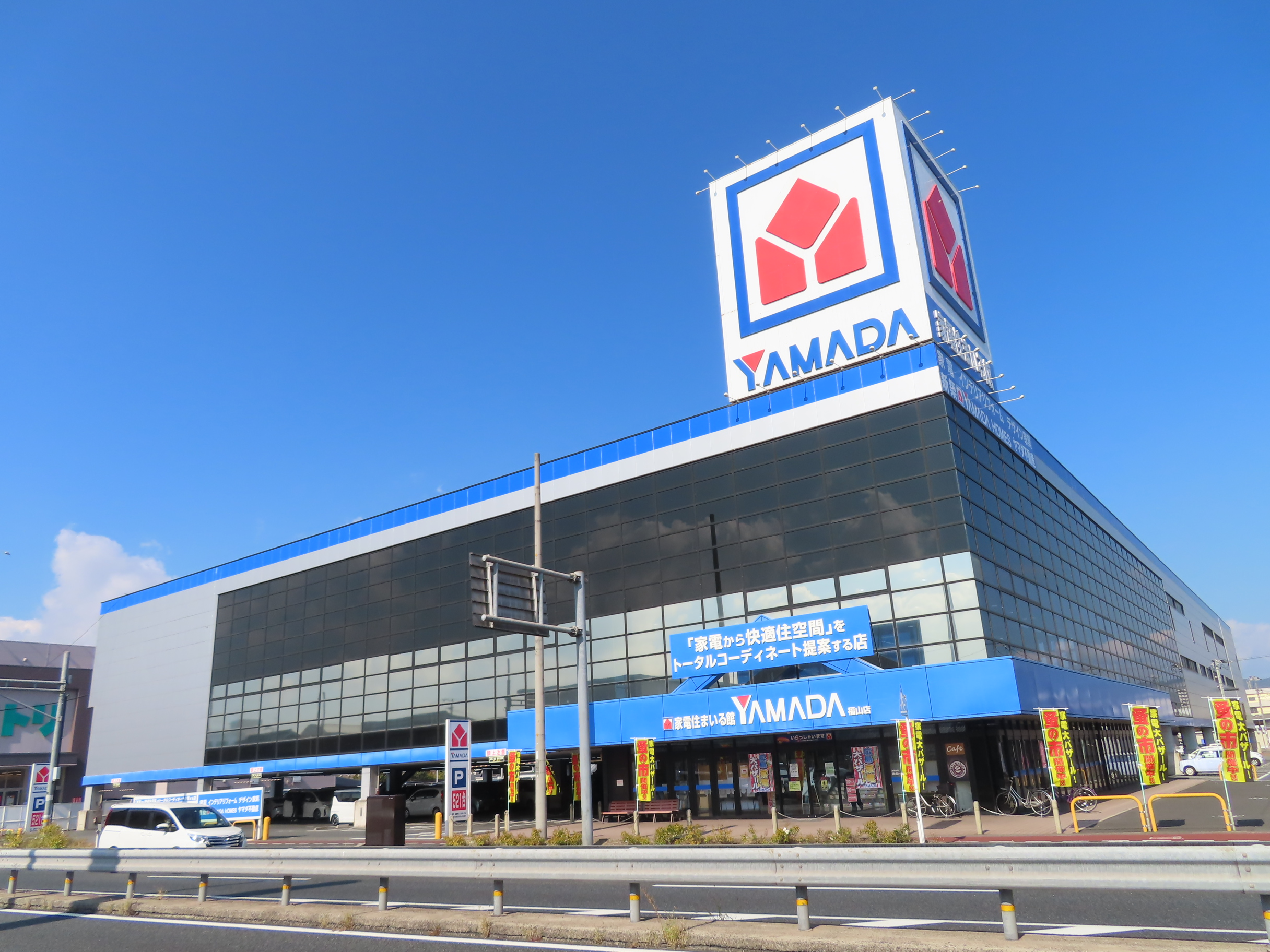
가전 스마이루관 YAMADA 후쿠야마점

### YAMADA web.com
구 YAMADA 홀세일. 온라인 판매 서비스를 맡은 점포다. 일반 테크랜드의 2배 아이템을 갖추고 있어 가격을 온라인 판매와 동일하게 하는 것이 특징이다.

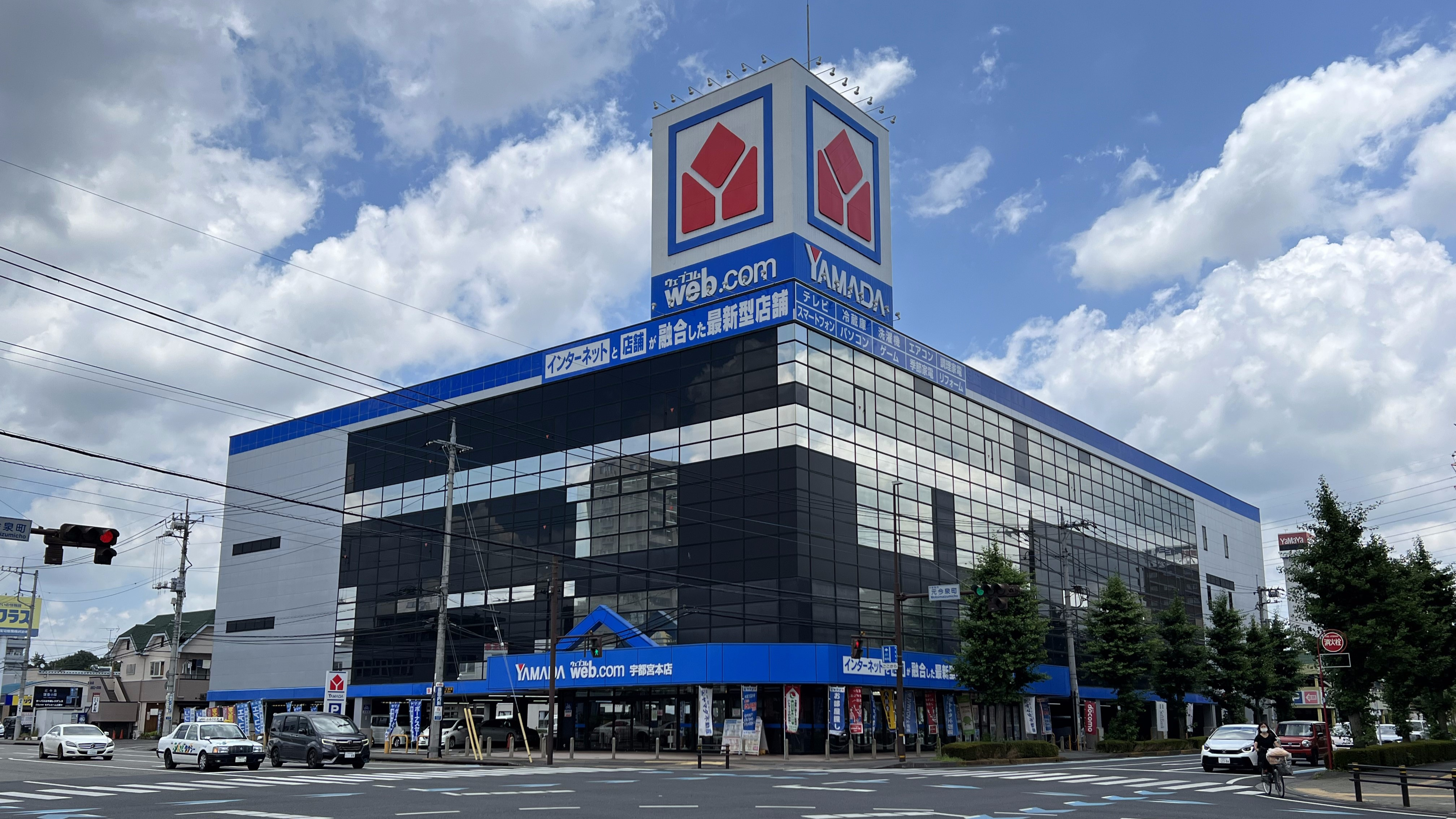
YAMADA web.com 우츠노미야 본점
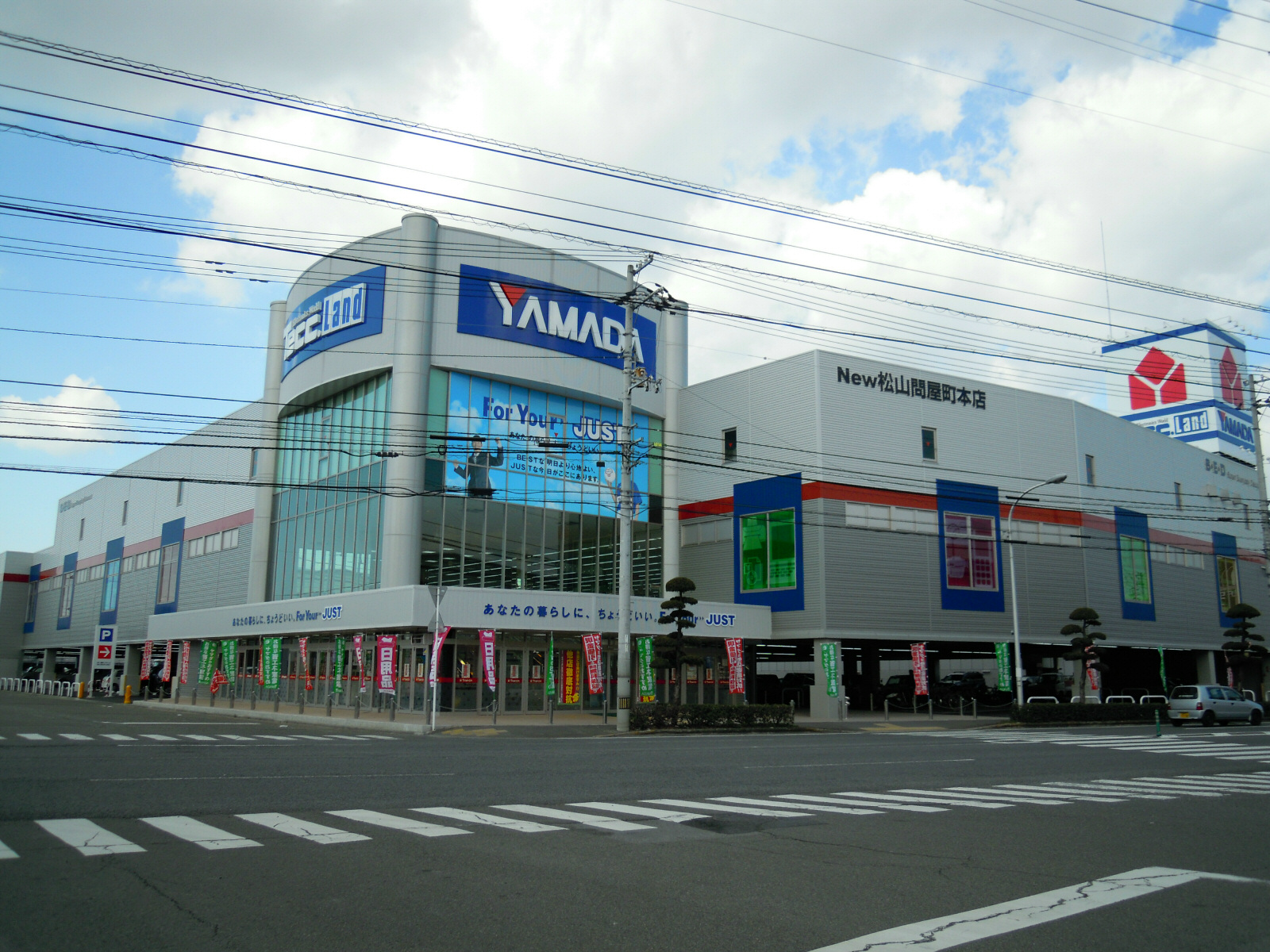
YAMADA web.com 마츠야마 토이야초점

### 가전 스마이루관×YAMADA web.com
'가전 스마이루관 YAMADA'와 '야마다 웹컴'의 요소를 겸비한 하이브리드 점포다. 웹컴점에는 없는 가구의 취급을 강화하고 있다.

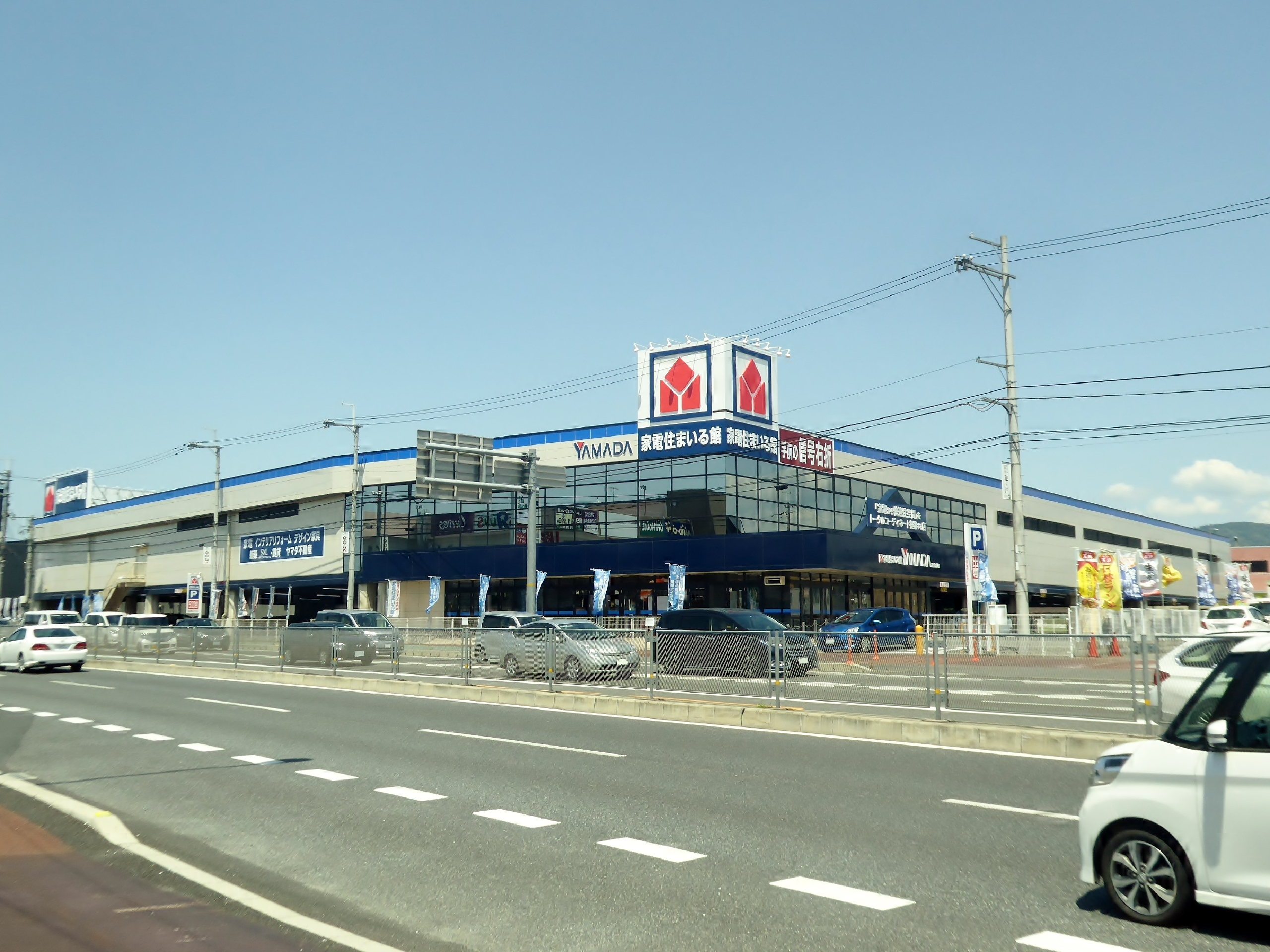
가전 스마이루관×YAMADA web.com 나라본점

### Tecc LIFE SELECT / LABI LIFE SELECT
'Tecc LIFE SELECT'는 2021년 6월 18일에 리모델링 오픈한 쿠마모토 가스가점(구 테크랜드→가전 스마이루관 YAMADA)으로부터 사용하고 있는 점포다. 기존의 '가전 스마이루관 YAMADA'보다 매장 면적을 넓히고, 비 가전상품(가구, 인테리어, 생활잡화, 리폼, 완구 등)의 취급을 강화하고 있는 것이 특징이다.
Tecc LIFE SELECT는 2024년 1월 기준으로 효고현 5개, 홋카이도 4개, 사이타마현 3개, 나가노현 2개, 이와테현, 미야기현, 이시카와현, 군마현, 지바현, 가나가와현, 아이치현, 히로시마현, 고치현, 가가와현, 도쿠시마현, 후쿠오카현, 구마모토현에 각 1개 점포씩 합계 26개 점포가 있다.
같은 'LIFE SELECT'를 자칭하는 비슷한 점포로서, 도시형 대규모 점포 'LABI'를 붙인 'LABI LIFE SELECT'도 있어, 기존 점포로부터의 리모델링 점포가 되는 군마현의 타카사키, 도쿄도의 지유가오카, 이케부쿠로, 시나가와 오이쵸, 오사카부의 난바와 센리의 6개, 신규 점포가 되는 도쿄도의 다치카와와 가나가와현의 지가사키의 2개, 합계 8개 점포가 있다.

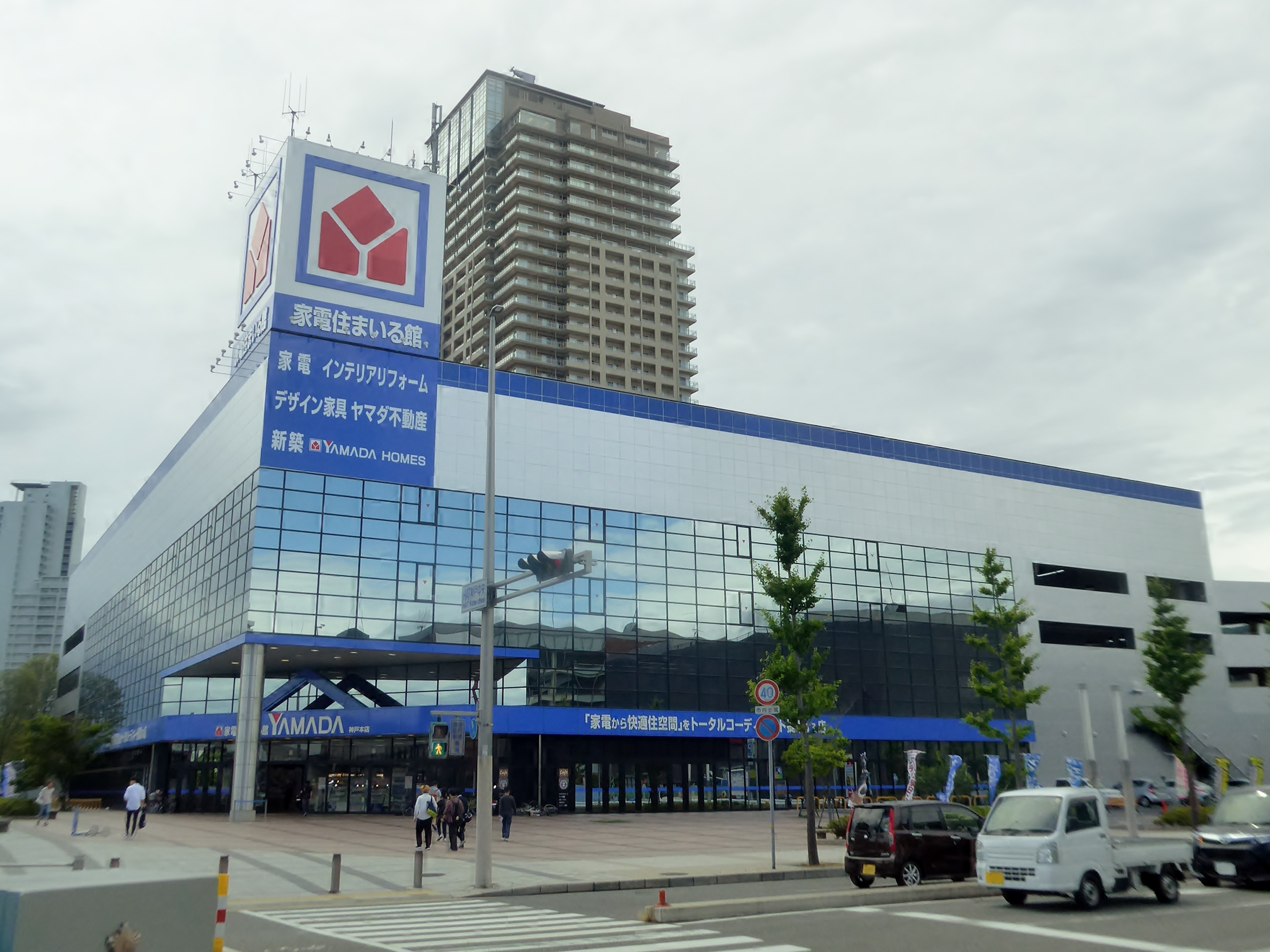
Tecc LIFE SELECT 고베 본점
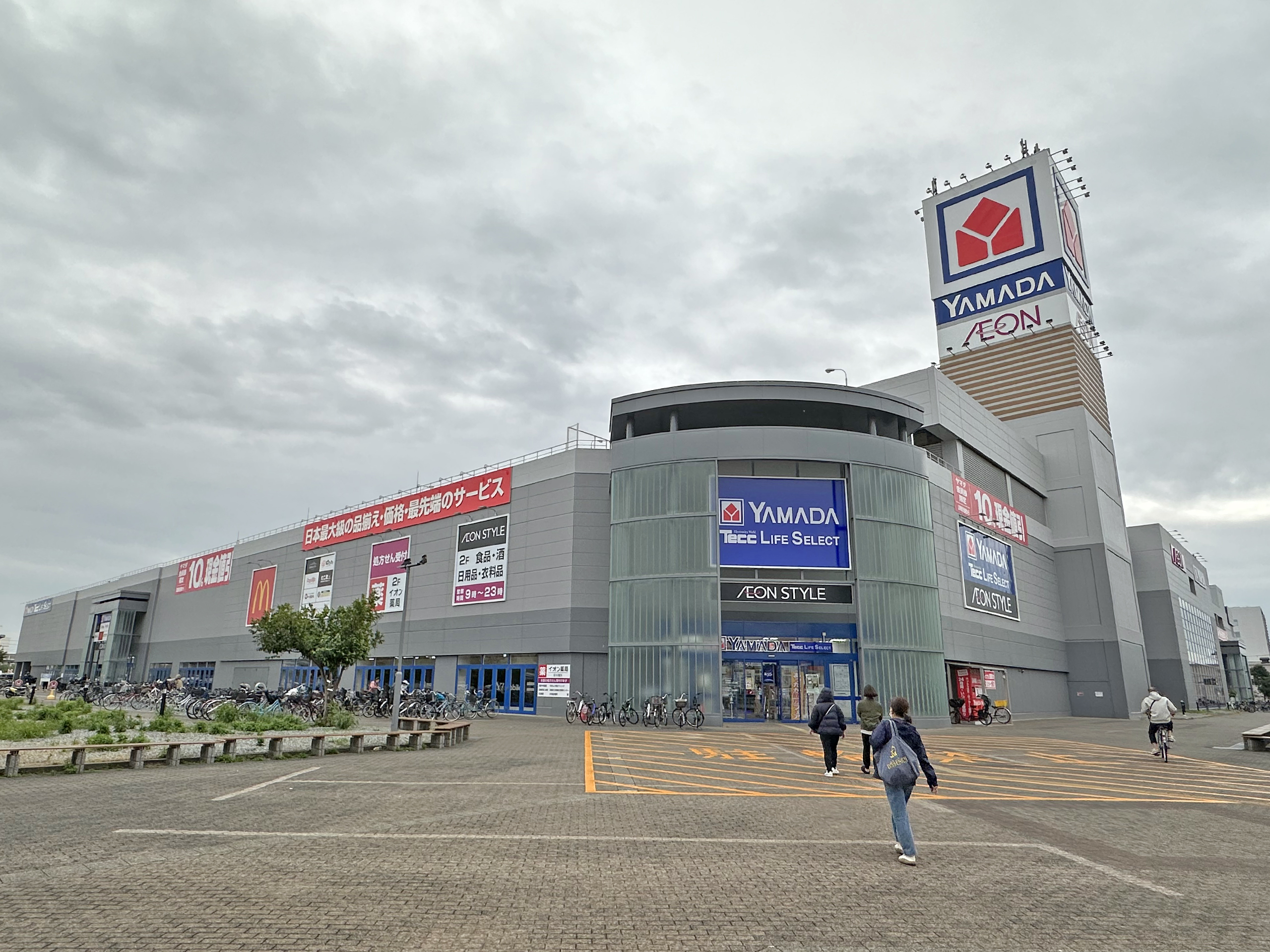
Tecc LIFE SELECT 아마가사키점
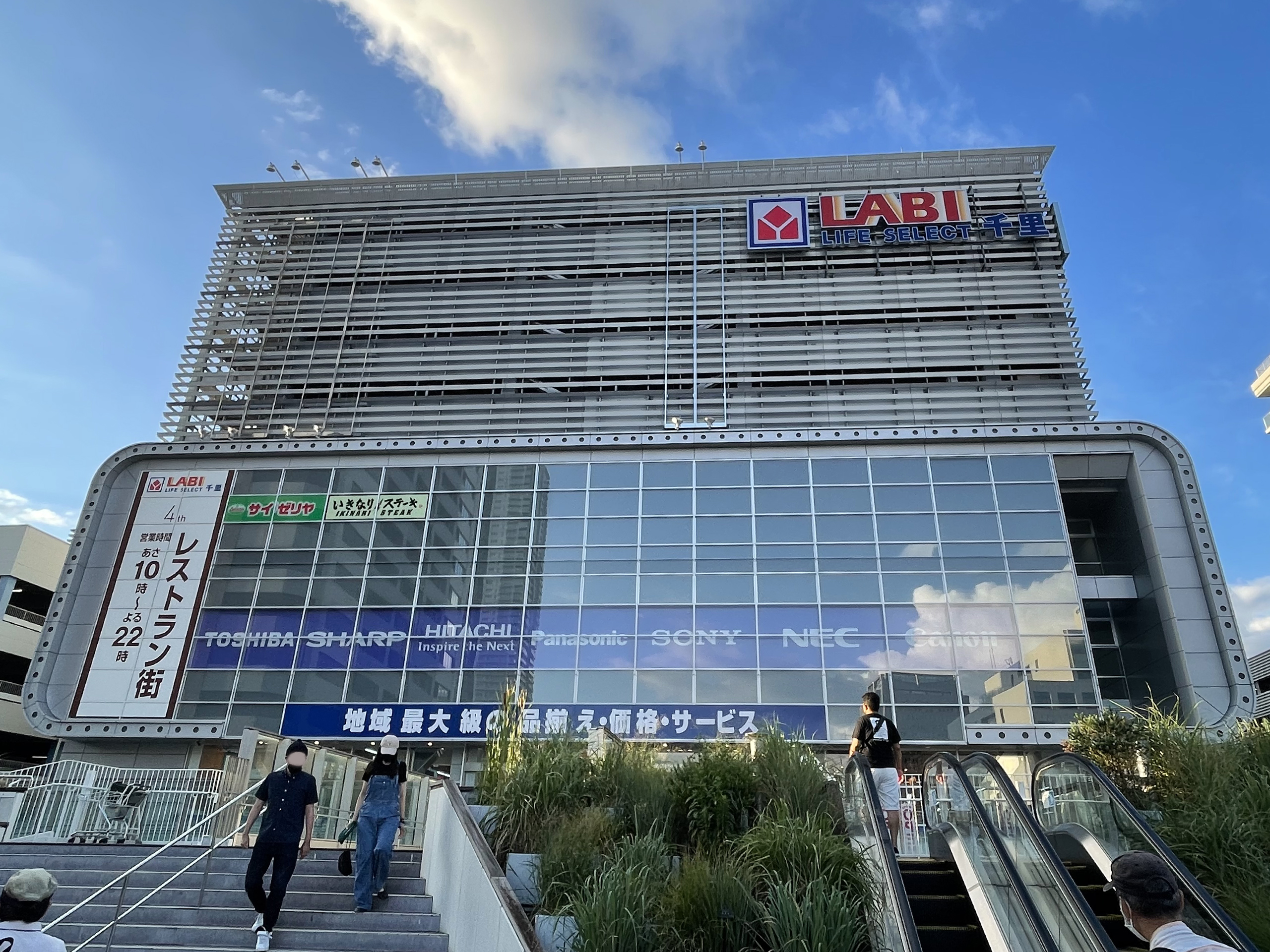
LABI LIFE SELECT 센리
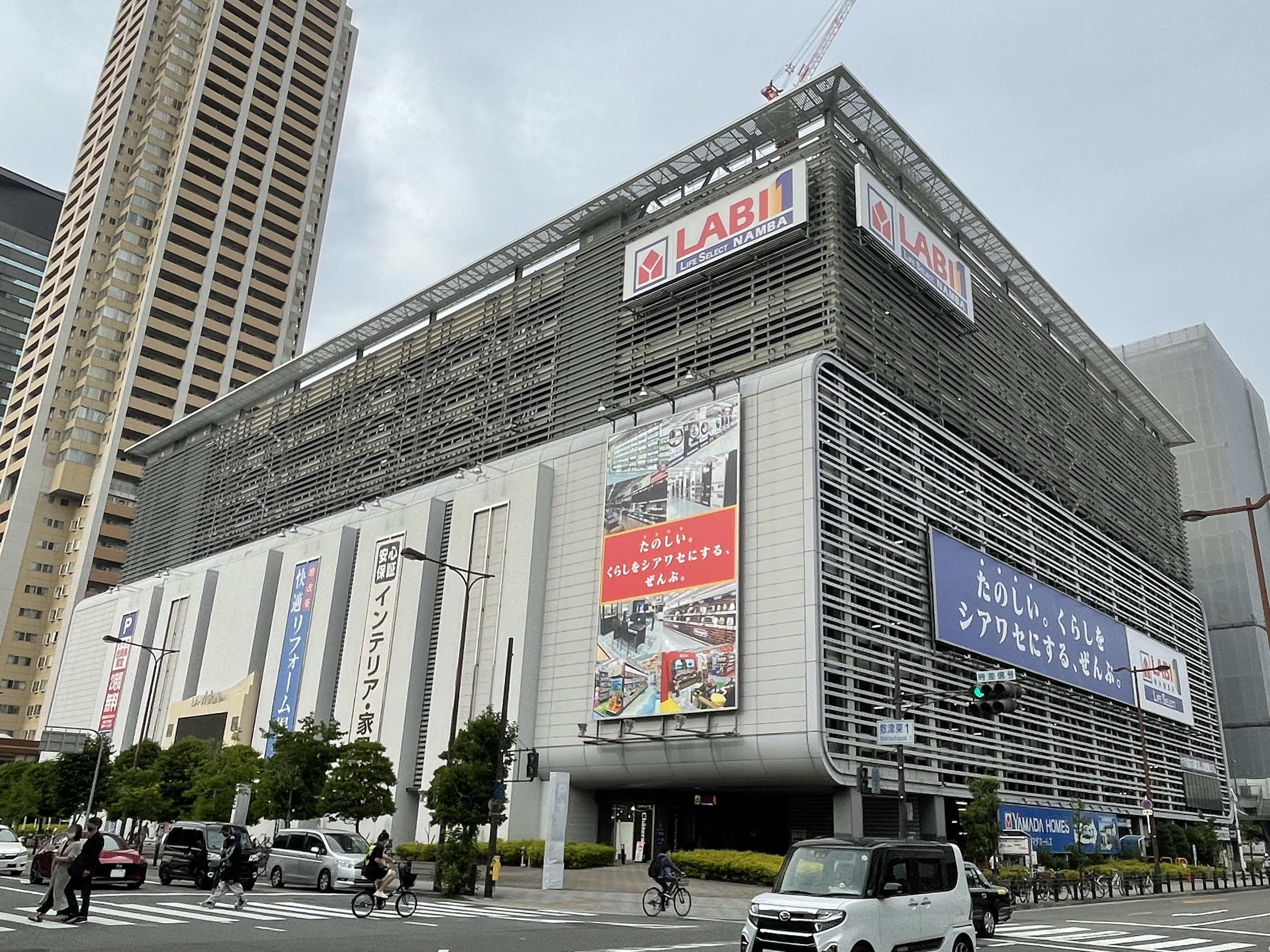
LABI1 LIFE SELECT 난바
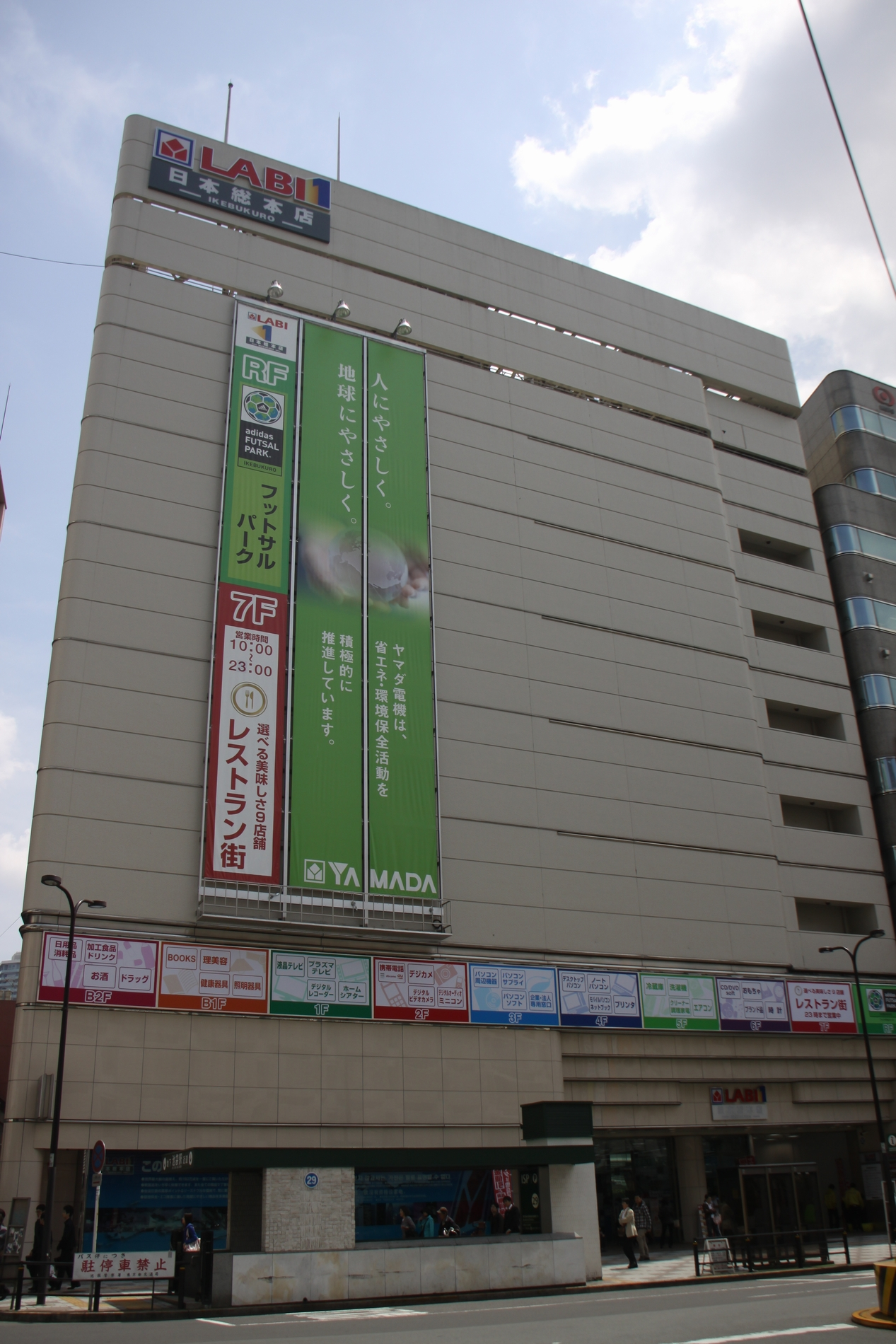
LABI1 LIFE SELECT 이케부쿠로

### 쓰쿠모 (TSUKUMO)
야마다 홀딩스 산하의 주식회사 Project White가 운영하고 있다. 자작 PC나 PC 부품 전문점이다. 홋카이도, 도쿄도, 아이치현, 오사카부, 후쿠오카현에 9개 점포가 있다.

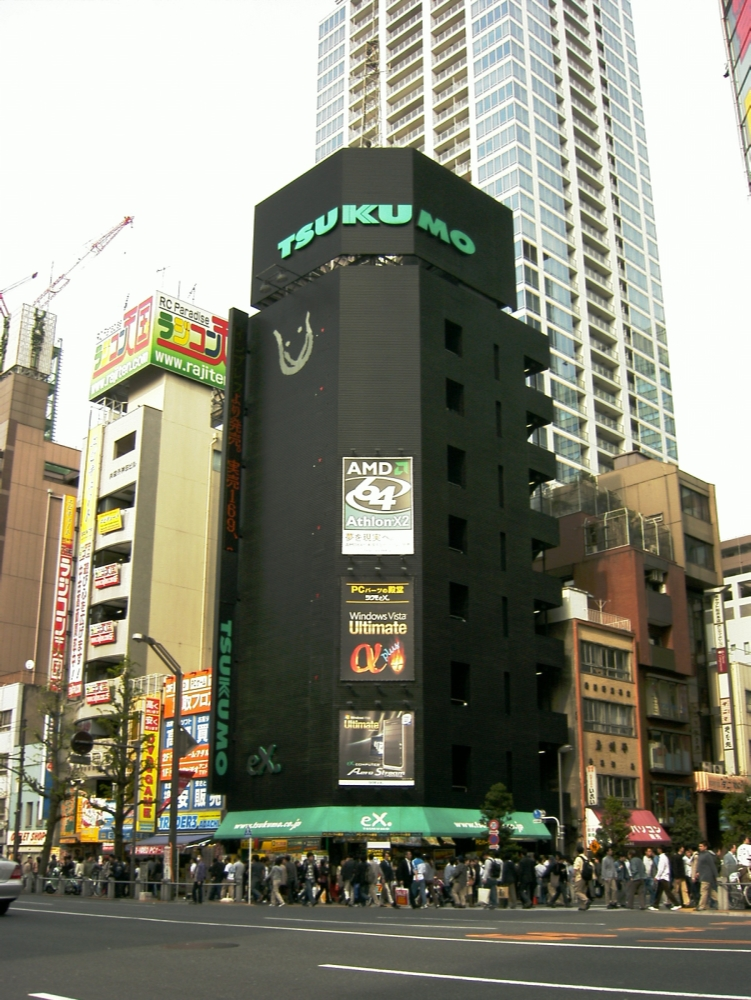
아키하바라에 있는 TSUKUMO eX.
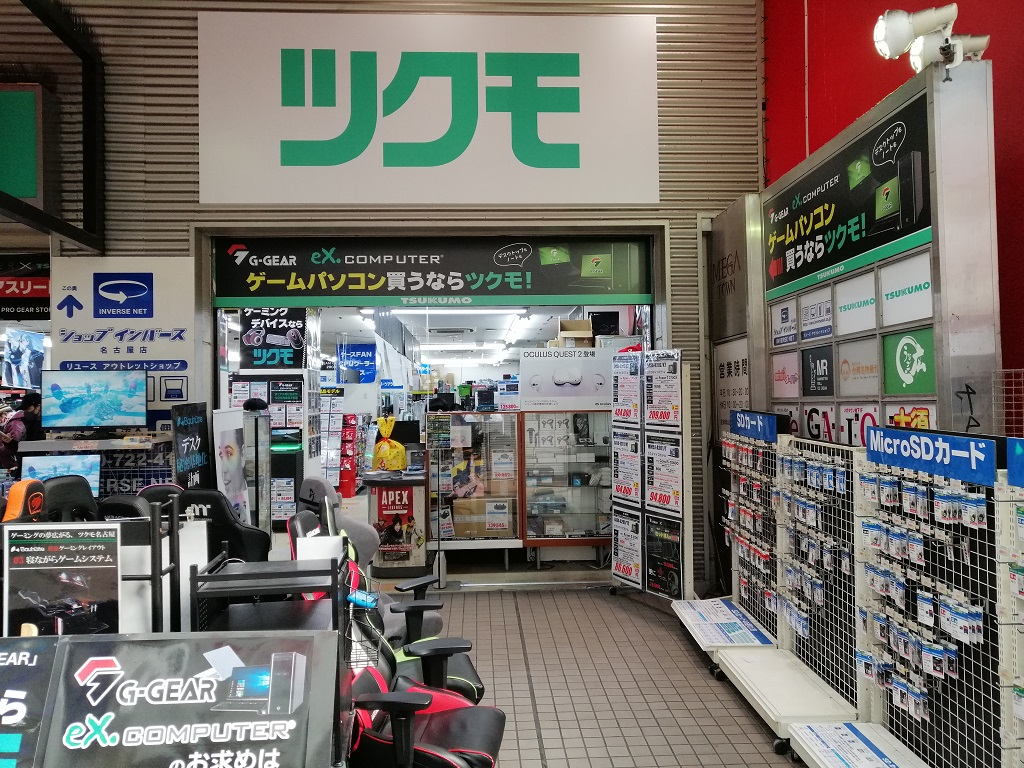
TSUKUMO 디지털 모바일관 (아이치현 나고야시)
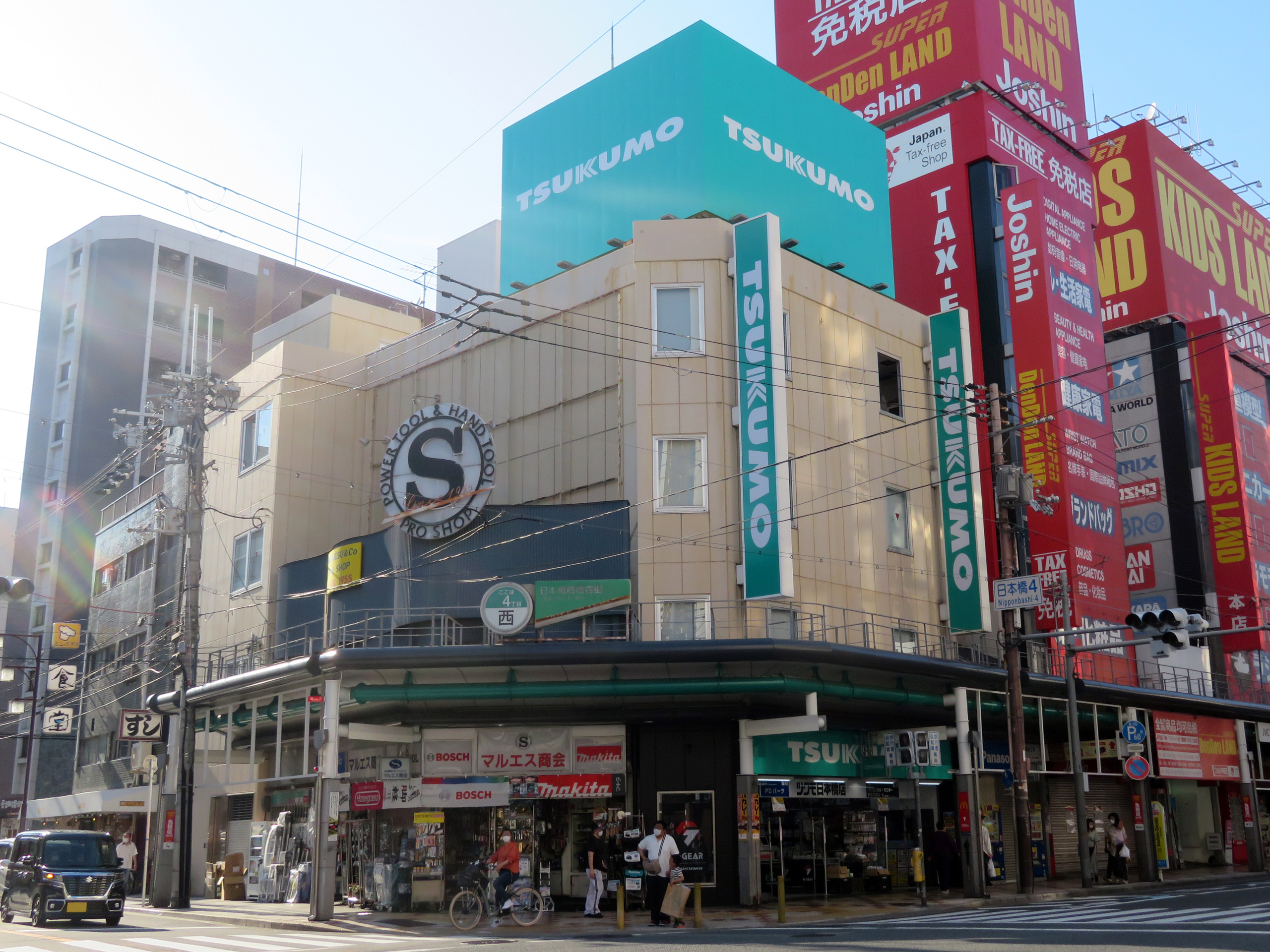
TSUKUMO 닛폰바시점 (오사카부 오사카시)

### 베스트 전기 (ベスト電器)
구 주식회사 베스트전기가 운영하던 가전제품 소매업체로 2012년 야마다홀딩스 산하 야마다전기가 인수했다. 현재도 점포 이름은 유지하고 있다. 2024년 1월 기준으로 규슈 지방을 중심으로 직영점 114개, 프랜차이즈점 141개, 합계 255개 점포가 있다. 해외는 말레이시아, 싱가포르, 인도네시아에도 출점하고 있다.

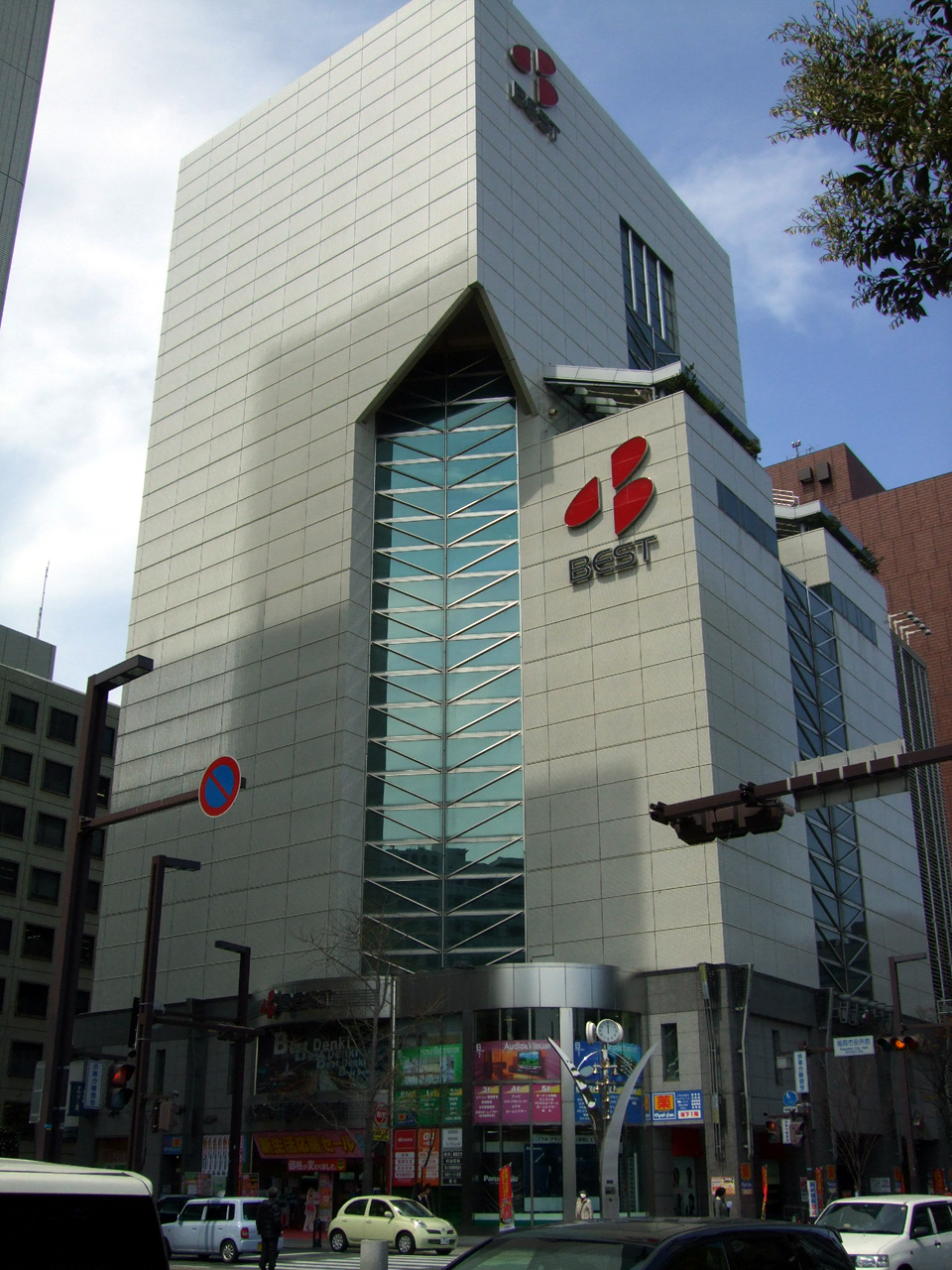
베스트전기 후쿠오카 본점
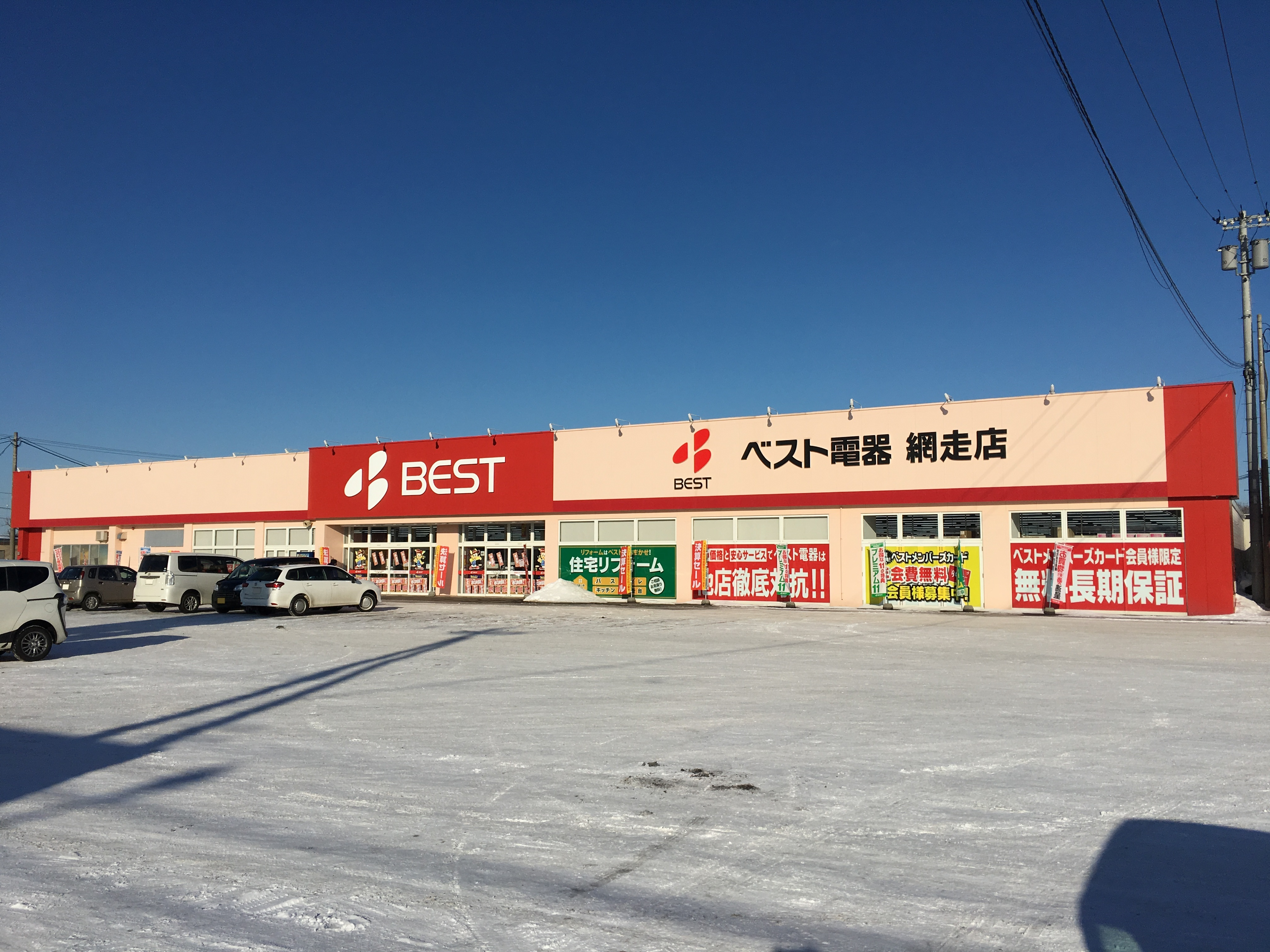
베스트전기 아바시리점 (현재는 폐점)
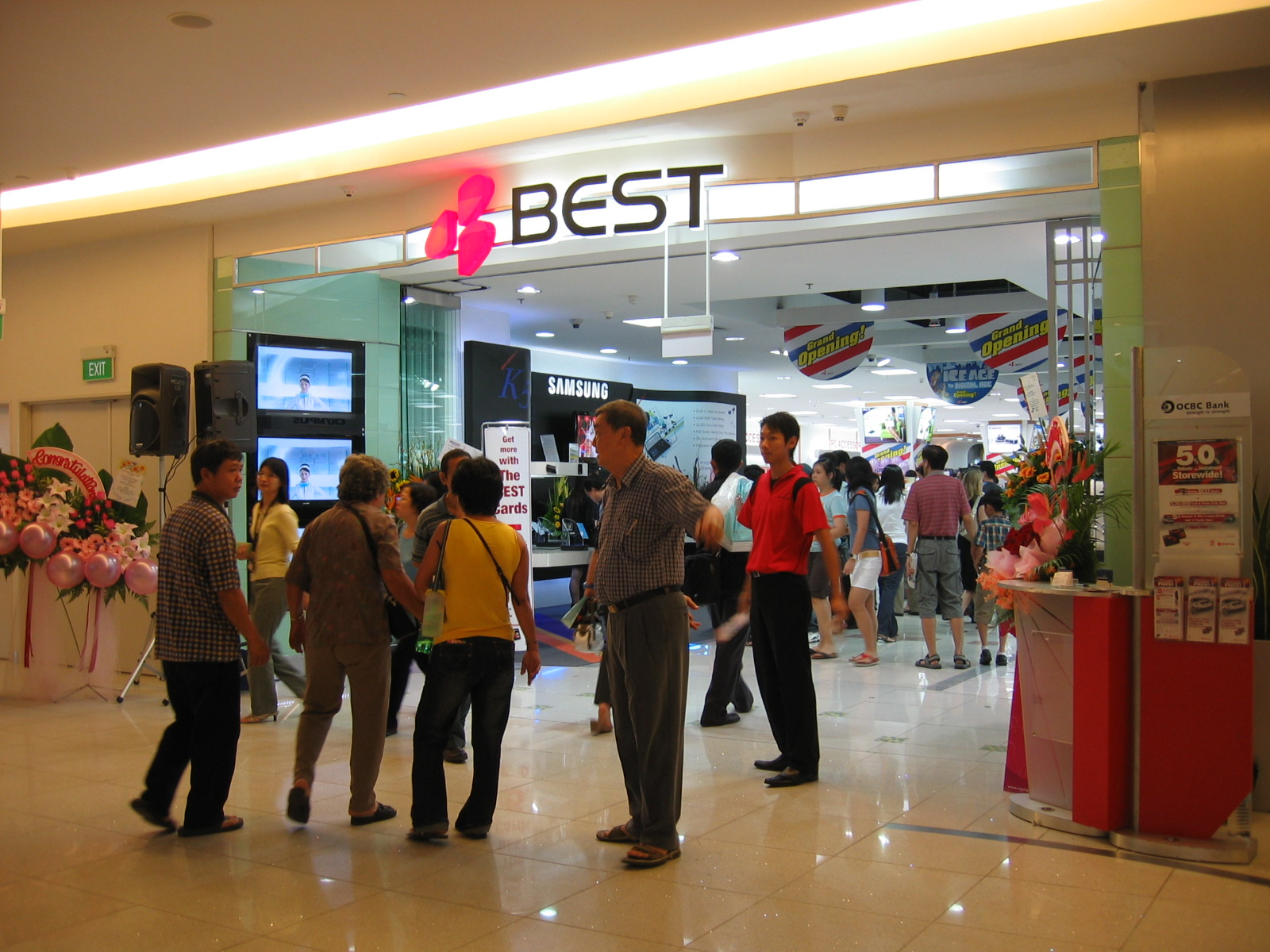
싱가포르에 있는 매장 (Vivo City Store)
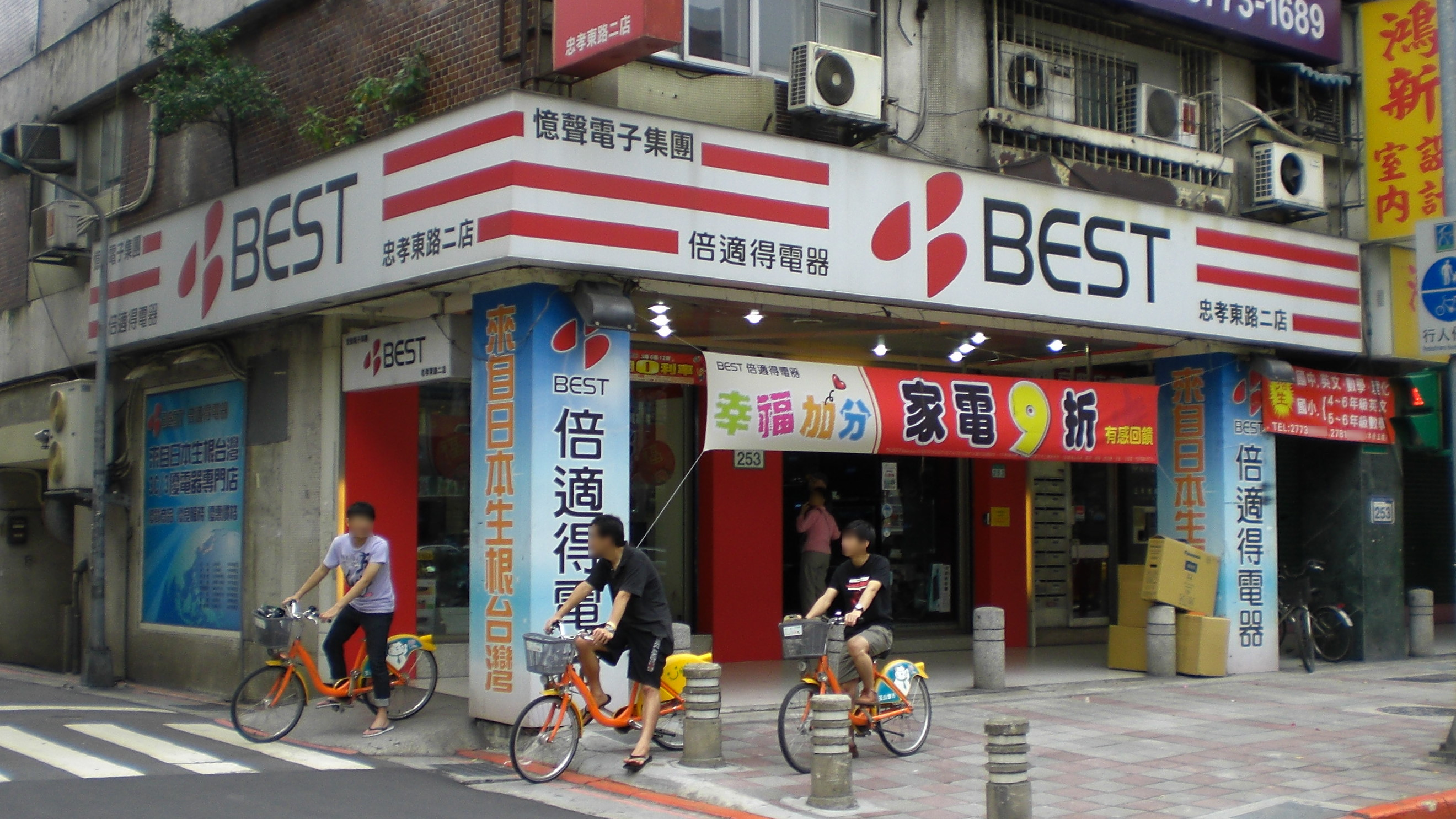
과거 대만에 있던 점포 (현재는 대만시장에서 철수)

### 마쓰야 덴키 (마쓰야 전기)
구 주식회사 마쓰야덴키가 운영하고 있던 가전제품 소매업자로, 2007년에 야마다홀딩스 산하의 야마다전기가 매수했다. 현재도 점포 이름은 유지하고 있다. 2015년 7월 기준으로 123개 점포가 있다.

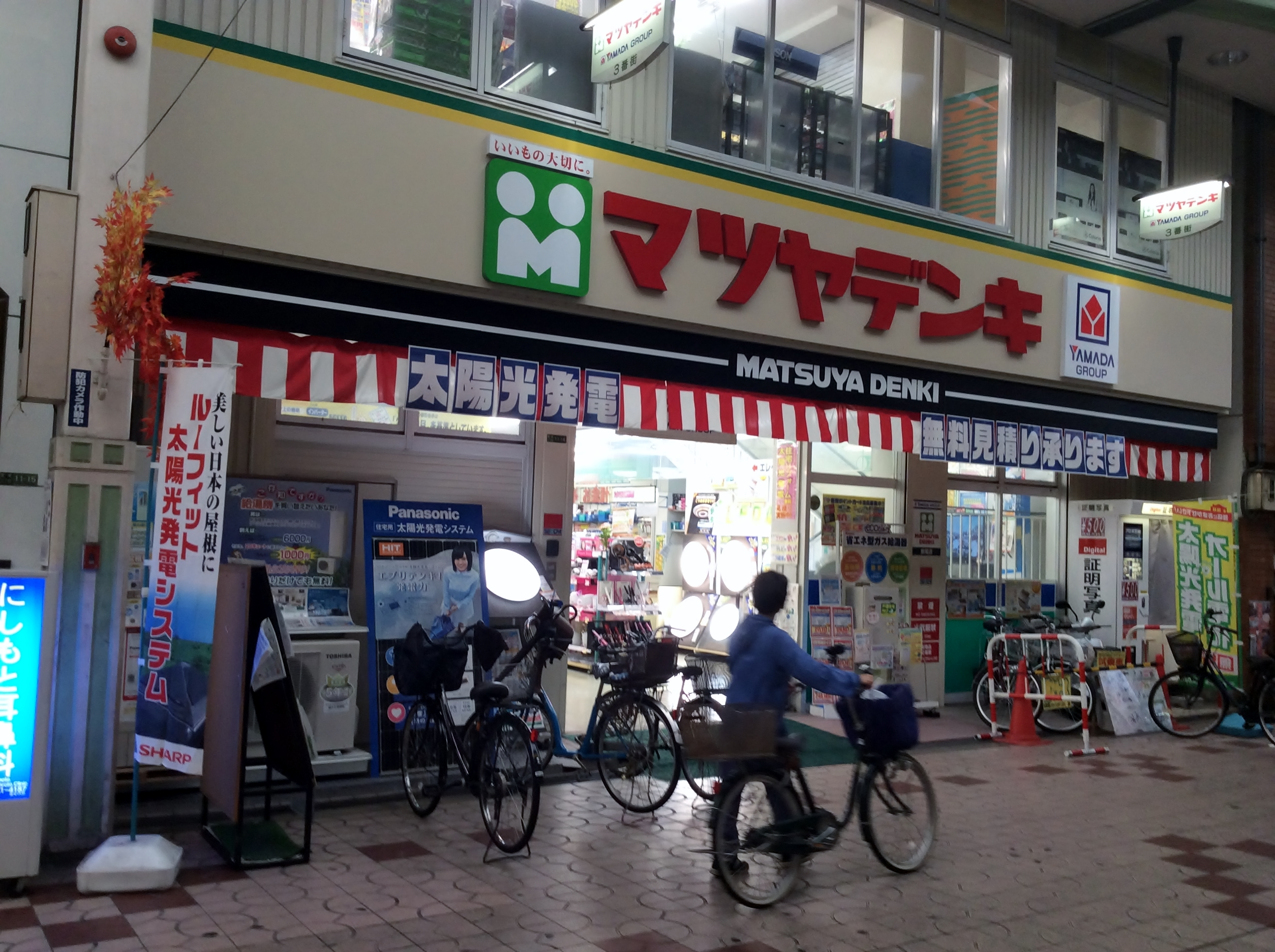
마쓰야덴키 이즈오점 (오사카부 오사카시)

### 오쓰카 가구 (IDC OTSUKA)
2022년 5월 1일 합병에 따라 주식회사 오쓰카 가구로부터 계승된 가구, 인테리어 등을 전문으로 하는 점포이다.
대외적으로 'IDC OTSUKA'의 이름을 사용하고 있다. 합병 시점에서 직영 점포 11개 (도쿄도 3개, 카나가와현, 오사카부는 각 2개, 치바현, 아이치현, 효고현, 후쿠오카현에 각 1개씩), 제휴점 3개 (사이타마현, 야마나시현, 히로시마현에 각 1개씩), 합계 14개 점포를 운영하고 있다.
야마다 전기의 테크랜드, 가전 스마이루관 YAMADA, YAMADA web.com , 가전 스마이루관×YAMADA web.com , Tecc LIFE SELECT/LABI LIFE SELECT에 오쓰카 가구의 상품을 취급하는 점포도 있다.

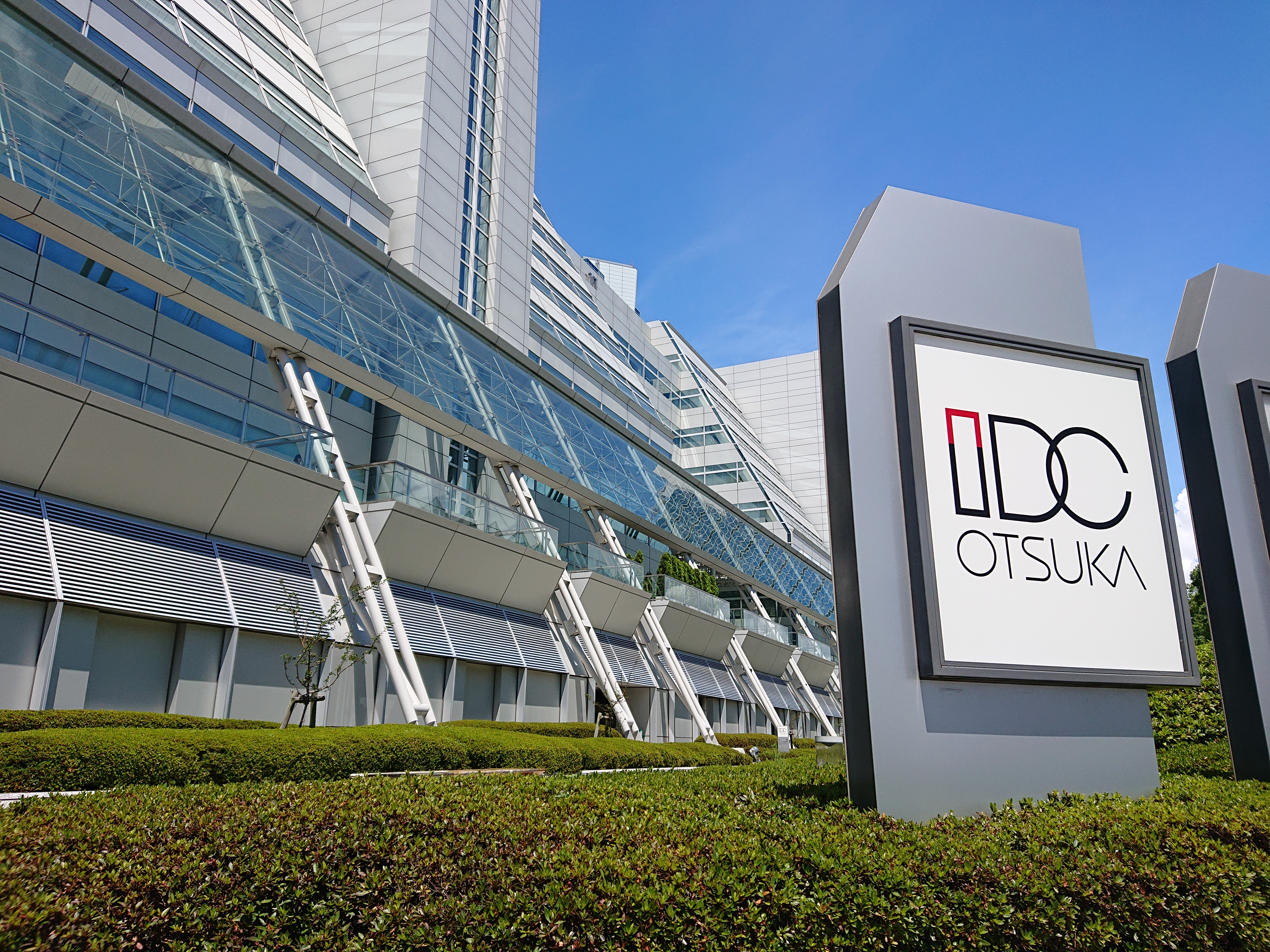
아리아케 쇼룸
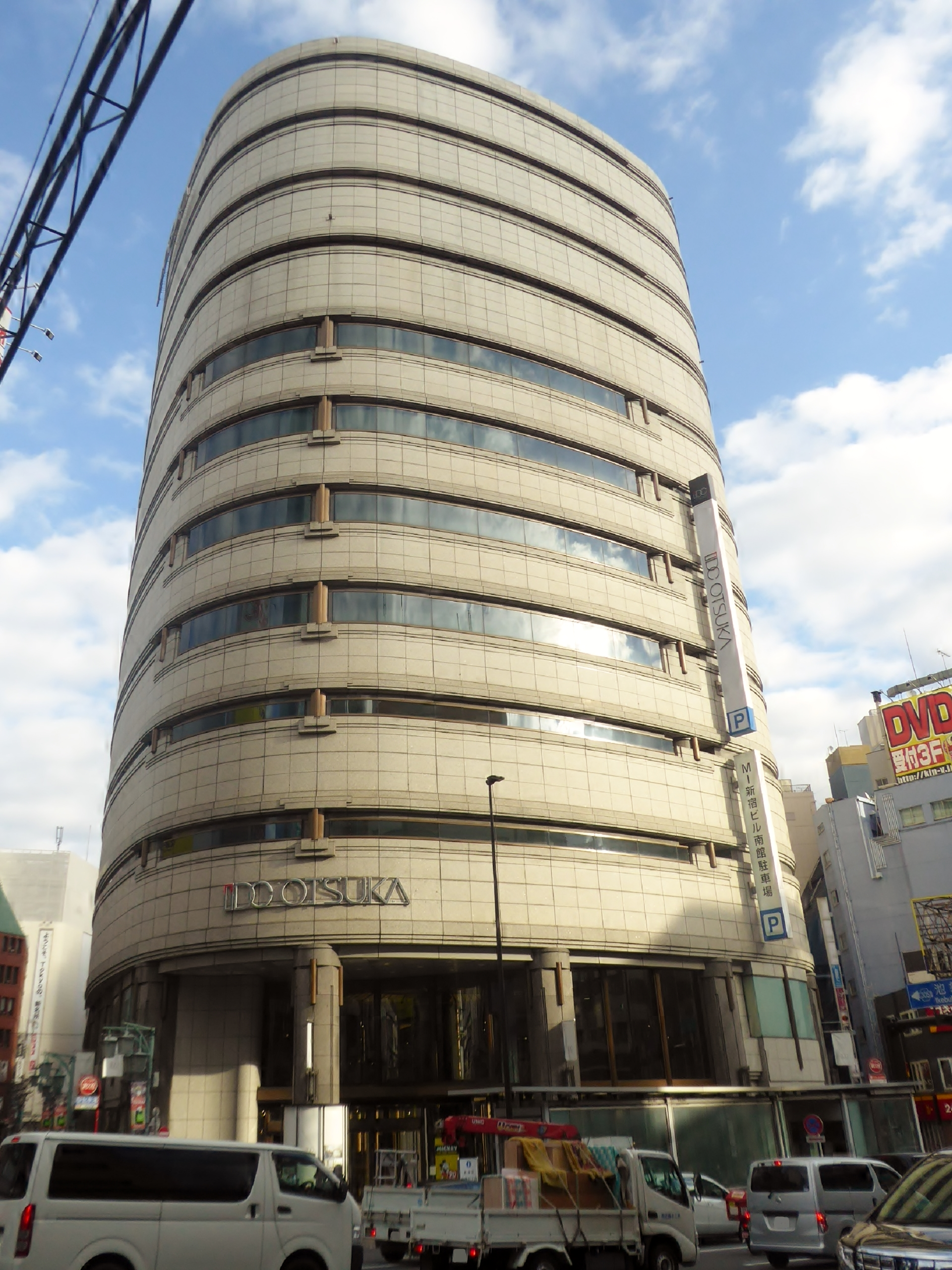
신주쿠 쇼룸
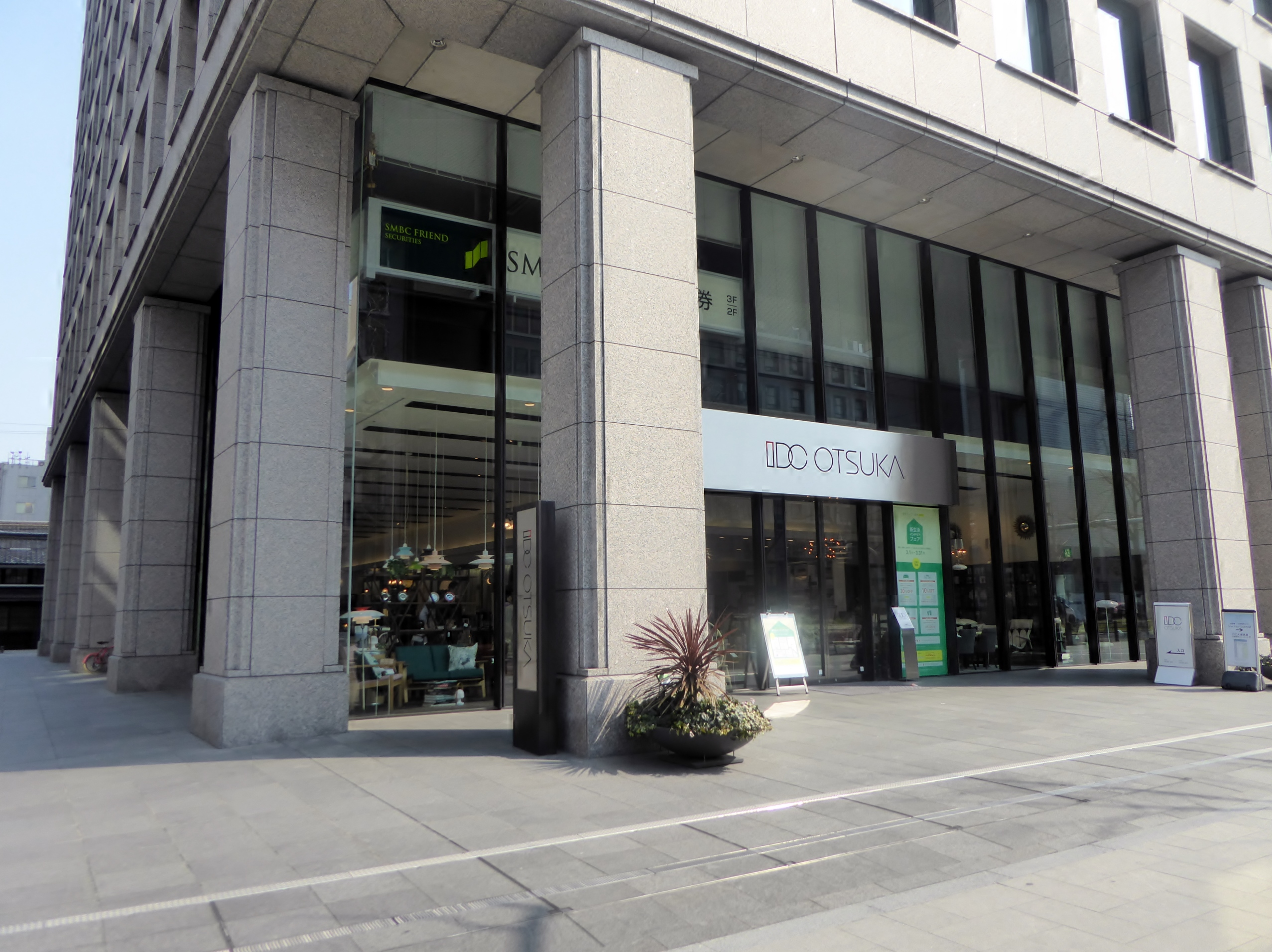
모던스타일샵 요도야바시 (현재는 폐점)